# Moviment raelià
El Movimient Raëlià Internacional, Moviment raëlià o raëlisme (també conegut com a raëlianisme), és una religió OVNI fundada a la França de la dècada del 1970 per Claude Vorilhon, ara conegut com a «Raël». Els estudiosos de la religió classifiquen el raëlisme com un nou moviment religiós. El grup s'ha formalitzat com el Moviment Raëlià Internacional (IRM) o Església Raëliana, una organització jeràrquica sota el lideratge de Raël.
El raëlisme ensenya que una espècie extraterrestre coneguda com els «Elohim» va crear la humanitat utilitzant la seva tecnologia avançada. Com una religió atea, sosté que històricament els Elohim s'han confós amb déus. Afirma que al llarg de la història els Elohim han creat 40 híbrids Elohim/humans que han servit com a profetes preparant la humanitat per a notícies sobre els seus orígens. Entre ells hi ha Buda, Jesús i Mahoma, amb el mateix Raël el 40è i últim profeta. Els raëlians creuen que des del bombardeig atòmic d'Hiroshima el 1945, la humanitat ha entrat en una era de l'apocalipsi en la qual s'amenaça amb l'aniquilació nuclear. El raëlisme sosté que la humanitat ha de trobar una manera d'aprofitar el nou desenvolupament científic i tecnològic per a propòsits pacífics, i que quan això s'hagi aconseguit, els Elohim tornaran a la Terra per compartir la seva tecnologia amb la humanitat i establir una utopia. Amb aquesta finalitat, els raëlians han intentat construir una ambaixada per als Elohim que incorpori una plataforma d'aterratge per a la seva nau espacial. Els raëlians es dediquen a la meditació diària, esperen la immortalitat física mitjançant la clonació humana i promouen un sistema ètic liberal amb un fort èmfasi en l'experimentació sexual.
Raël va publicar per primera vegada les seves afirmacions d'haver estat contactat pels Elohim al seu llibre de 1974 Le Livre Qui Dit La Verité (El llibre que diu la veritat). Posteriorment va establir una organització dedicada a promoure les seves idees, MADECH, que el 1976 es va dissoldre i va ser substituïda per l'Església Raëliana. Raël va dirigir la nova organització, que s'estructurava al voltant d'una jerarquia de set nivells. Desprès d'atreure més seguidors, el grup va obtenir una finca a França abans de traslladar les seves operacions al Quebec.
El 1998, Raël va establir l'Orde dels Àngels, un grup intern format per dones, les membres del qual estan en gran part segregades de la societat més àmplia i encarregades d'entrenar-se per convertir-se en les consorts dels Elohim.
El 1997 Raël va iniciar Clonaid, una organització dedicada a la investigació de la clonació humana dirigida per la raëliana Brigitte Boisselier. L'any 2002, la companyia va afirmar haver produït un clon humà, una nadó anomenada Eve, que va atreure molt l'escrutini crític i l'atenció dels mitjans de comunicació.
El Moviment ha cridat més l'atenció a través de les seves protestes públiques donant suport a causes com els drets de les dones i dels homosexuals, i contra les proves nuclears.
El Moviment Raëlià Internacional (MRI) diu que està formada per desenes de milers de membres, la majoria a zones francòfones d'Europa occidental i Amèrica del Nord, i parts de l'Àsia oriental. La crítica a la filosofia ha vingut de periodistes, ex-raëlians i anticultistes, mentre que també ha estat estudiada per estudiosos de la religió.

## Definició i classificació

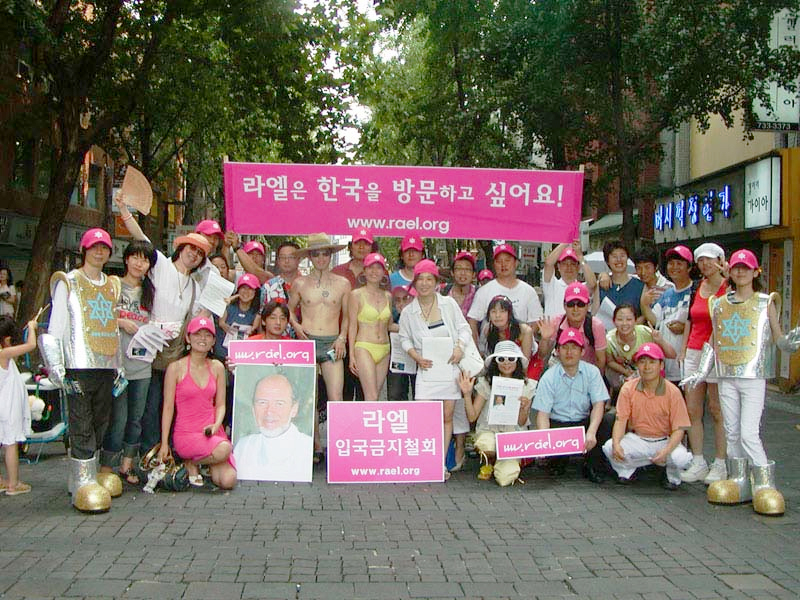
Una reunió pública de raëlians l'any 2006 al barri d'Insa-dong de Seül (Corea del Sud), en protesta per la prohibició del seu govern de 2003 a l'entrada de Raël al país.

El raëlisme és una religió que els estudiosos de la religió classifiquen com un nou moviment religiós. També s'ha descrit com una religió OVNI, un moviment OVNI, i una religió ETI (intel·ligència extraterrestre). L'organització que promou el raëlisme és el Moviment Raëlià Internacional (International Raëlian Movemen, IRM) o l'Església Raëliana. A França, on es va originar la religió, la Comissió Parlamentària de Cultes del govern francès l'etiqueta com a «secta», un terme amb connotacions negatives. El 1997, una comissió d'investigació parlamentària va emetre un informe a través de la Cambra de Representants de Bèlgica que també catalogava el Moviment Raëlià Belga (Mouvement Raëlien Belge) com a «secta».
El raëlisme és possiblement la religió OVNI més gran que existeix i, a mitjans de la dècada del 2000, l'estudiós de la religió Andreas Grünschloß la va anomenar «un dels grups OVNI més consolidats actius internacionalment en l'actualitat». En les seves creences, el raëlisme difereix de moltes altres filosofies basades en els OVNI, amb l'estudiós de la religió James R. Lewis que l'anomena «la més secular de totes les religions OVNI». La majoria de les altres religions OVNI, com la Societat Aetherius, el Command Ashtar i Heaven's Gate, utilitzen moltes de les creences de la teosofia religiosa de finals del segle xix; el raëlisme no. Els raëlians també s'han caracteritzat per tenir una «creença en la ufologia», però els raëlians sovint subratllen que no es consideren ufòlegs.
El raëlisme és materialista i rebutja l'existència del sobrenatural, avalant l'ateisme i rebutjant la idea que els déus existeixen. El fundador de la religió, Raël, caracteritza la religió tradicional com a irracional i poc científica, presentant la seva alternativa com una filosofia «lliure d'obscurantisme i misticisme». Els raëlians anomenen el seu sistema de creences «religió científica», amb el Moviment Raëlià Internacional utilitzant el lema «La ciència és la nostra religió; la religió és la nostra ciència». La religió fa èmfasi en l'ús de la ciència per resoldre els problemes del món, i els professionals consideren a Raël com un pioner de la ciència que algun dia serà considerat com algú semblant a Galileu i Copèrnic. Molts dels seus membres l'anomenen «religió atea» i la comparen amb el budisme, algunes branques del qual de la mateixa manera no promouen la creença en els déus (especialment el budisme Theravāda).
Juntament amb la ciència, l'altra base principal de les idees de Raël és la Bíblia. Remarcant el «paper central» de la Bíblia en el raëlisme, l'estudiós de la religió Eugene V. Gallagher va suggerir que es tractava d'una «filosofia completament bíblica i completament cristiana». De la mateixa manera, la sociòloga de la religió Susan J. Palmer va caracteritzar el raëlisme com a fonamentalista i abrahàmic en la seva dependència de la Bíblia. No obstant això, Raël va criticar el cristianisme pel que creia que era el seu paper a l'hora de pervertir el missatge de la Bíblia, presentant-se com un oponent de l'Església Catòlica Romana. El raëlisme no inclou altres religions, i s'espera que els nous membres renunciïn formalment a qualsevol afiliació religiosa anterior.

## Costums
A principis de la dècada del 2000, l'estudiós de la religió George D. Chryssides va dir que el raëlisme mostra «una visió del món coherent», però va afegir que el moviment es va mantenir en «l'etapa de desenvolupament molt primerenca». La religió es basa en els ensenyaments de Raël. Les afirmacions de Raël són preses literalment pels practicants del raëlisme, que consideren els seus escrits com a escriptures sagrades. A partir de l'extens estudi de la filosofia de Palmer i del mateix Raël, va pensar que ell creia genuïnament en les seves afirmacions. El sociòleg de la religió Christopher Partridge va assenyalar que el raëlisme mostra «un fort sistema de creences fisicalista».
El raëlisme presenta una forma de la teoria dels antics astronautes que era ben coneguda en l'època en què es va formar la religió. Diversos autors francesos, com Jean Sendy, Serge Hutin i Jacques Bergier, ja havien publicat llibres a finals de la dècada del 1960 i principis de la dècada del 1970 en què afirmaven que la Terra era el lloc avançat d'una antiga societat extraterrestre. L'escriptor suís Erich von Däniken va presentar la mateixa idea al seu llibre de 1968 Chariots of the Gods?. També s'havien proposat idees similars a la ciència-ficció, com la sèrie de televisió estatunidenca Star Trek. Els raëlians sovint neguen l'efecte de von Däniken sobre la filosofia, en lloc de creure que deriva completament de les revelacions de Raël.

### Els Elohim

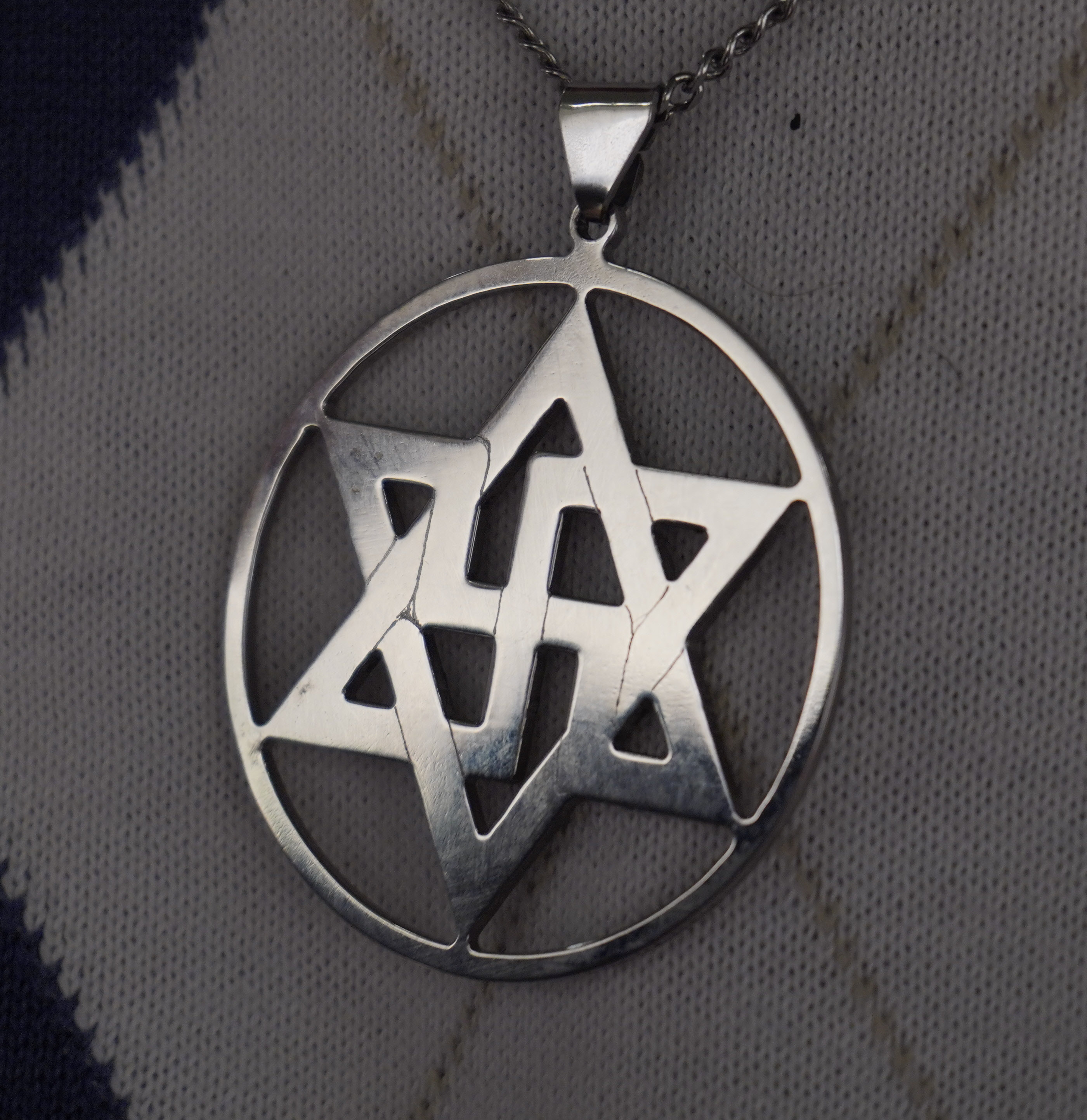
Un medalló amb el símbol Raëlià; els practicants solen portar aquests medallons per identificar les seves creences

El raëlisme ensenya que existeix una espècie extraterrestre coneguda com els Elohim. Raël ha dit que la paraula «Elohim», que s'utilitza per a Déu a l'Antic Testament, és en realitat un terme plural que ell tradueix com «els que van venir del cel». Raël anomena els membres individuals dels Elohim «Eloha». Afirma que els Elohim li van donar el nom honorífic «Raël», terme que deriva d'«Israel», que ell tradueix com «el missatger dels que vénen del cel».
En el seu primer llibre, Le Livre Qui Dit La Verité (El llibre que diu la veritat), publicat l'any 1974, Raël afirmava que es va trobar inicialment amb aquests éssers alienígenes el 13 de desembre de 1973, quan tenia 27 anys. Va escriure que caminava pel cràter volcànic Puy de Lassolas, a les muntanyes de Clermont-Ferrand, quan va aparèixer una de les seves naus espacials i va sorgir un Eloha, que li va demanar que tornés l'endemà i portés una Bíblia. Raël ho va fer, i durant sis dies l'Eloha li va explicar el veritable significat del seu contingut, revelant més sobre la implicació dels Elohim en la història humana. En el seu llibre de 1976 Les Extra-Terrestres M'ont Emmené sur Leur Planète (Els extraterrestres em van endur al seu planeta), Raël va afegir que els Elohim van tornar a contactar amb ell el 7 d'octubre de 1975, quan el van portar a bord de la seva nau espacial i el van transportar al seu planeta natal. Aquí se li van oferir sis dones robots biològiques amb les quals tenir sexe, va veure com els Elohim creaven el seu clon i li van ensenyar les tècniques de meditació sensual. L'estudiós de la religió James R. Lewis va assenyalar que el relat de Raël sobre la trobada amb els Elohim era similar al dels «contactats clàssics d'OVNI» de les dècades del 1950 i 1960.
Es descriuen els Elohim com físicament més petits que els humans, amb la pell verda pàl·lida i els ulls en forma d'ametlla, i es divideixen en set races diferents. Els raëlians tenen prohibit pintar-los o dibuixar-los. Segons Raël, el seu planeta es troba fora del Sistema Solar però dins de la Via Làctia. Raël diu que hi ha 90.000 Elohim al seu planeta natal, que tots són quasi immortalsi que no porten roba. A tots se'ls permet participar en l'amor lliure els uns amb els altres, i la gelosia sexual s'ha eliminat. Totes són considerades com a femenines; «La dona més femenina de la Terra només és un 10% tan femenina com els Elohim». No se'ls permet procrear, i molts se sotmeten a una operació d'esterilització per garantir-ho. Raël també informa que els Elohim poden comunicar-se amb humans perquè entenen totes les llengües humanes.

#### Els Elohim en la Terra

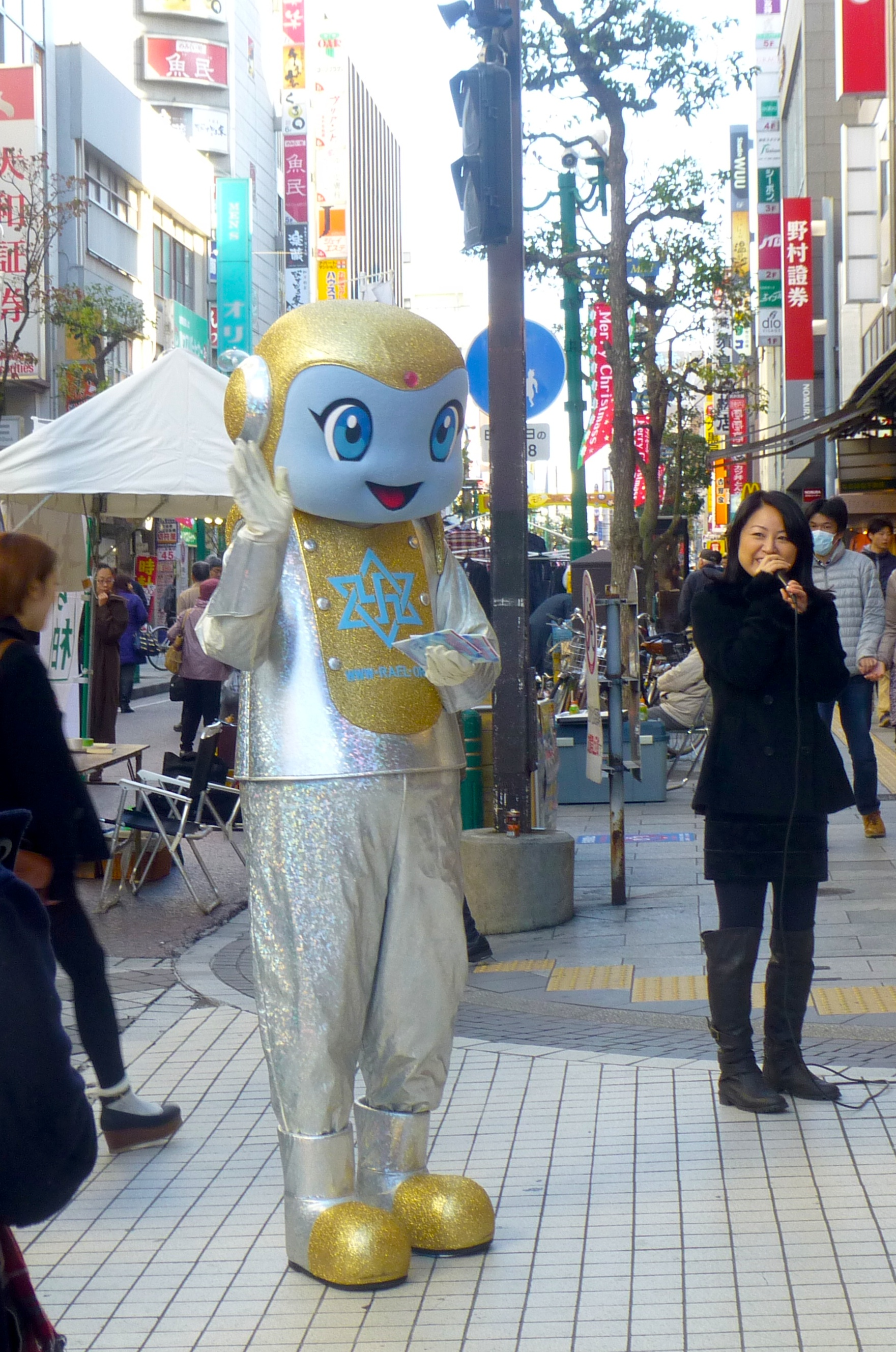
Raëlians promocionant la seva religió en un carrer del Japó; un està vestit com una mascota de personatges alienígenes

El raëlisme ensenya que fa uns 25.000 anys els Elohim van arribar a la Terra i la van transformar perquè la vida es pogués desenvolupar. Afirma que els Elohim van utilitzar la seva tecnologia avançada per establir tota la vida al planeta. Raël caracteritza els humans com a «robots biològics» que han estat creats i programats pels Elohim. El raëlisme ensenya que la humanitat està modelada físicament sobre els Elohim; per als practicants, això ho indica el passatge de Gènesi 1:26. També representant la seva pròpia interpretació del Gènesi, Raël ensenya que el científic Elohim responsable de crear la humanitat es deia Jahvè i que els dos primers humans que es van crear es deien Adam i Eva. Els raëlians creuen que originàriament hi havia set races humanes, modelant les set races Elohim, però que les races morades, blaves i verdes s'han extingit. En creure que la humanitat va ser creada pels Elohim, els raëlians rebutgen l'evolució darwiniana i adopten el creacionisme i el disseny intel·ligent; els raëlians anomenen les seves creences «creacionisme científic». Els raëlians creuen que els Elohim també van ser creats per una espècie anterior, i ells abans que ells, ad infinitum. Creuen que el cosmos s'expandeix indefinidament, tant en el temps com en l'espai; l'infinit és un concepte important per a ells.
Els raëlians creuen que els relats de déus en diverses mitologies arreu del món són interpretacions errònies de records sobre els Elohim. La seva filosofia afirma que les escriptures sagrades de moltes altres religions descriuen les activitats en curs dels Elohim a la Terra. La història de l'expulsió d'Adam i Eva del Jardí de l'Edèn, explicada al Gènesi, s'interpreta, per exemple, com una representació de la difícil transició de la humanitat dels laboratoris dels Elohim a la vida a la Terra, on havien d'esdevenir autosuficients.La resurrecció de Jesús de Natzaret, tal com es presenta als Evangelis, es descriu com la representació de com els Elohim van clonar Jesús per restaurar-lo a la vida després de la mort. Les referències a Satanàs s'interpreten com a referents al cap d'un grup del planeta dels Elohim que s'oposaven als experiments genètics a la Terra i que argumentaven que la humanitat hauria de ser destruïda com una amenaça potencial. Segons els raëlians, la narració del Gran Diluvi relata un intent dels extraterrestres antihumans per acabar amb la humanitat, però aquesta humanitat va ser rescatada per una nau espacial alienígena que va proporcionar la base per a la història de l'arca de Noè.
Diverses figures que van establir o inspirar religions al llarg de la història de la humanitat, com ara Jesús, Buda, Mahoma i Joseph Smith, són retratades pels raëlians com a guiats pels Elohim. Aquests es caracteritzen per ser 39 profetes enviats a la humanitat en diferents moments. Es creu que cadascun va revelar a la humanitat informació que podien comprendre en el moment donat, i el raëlisme, per tant, emfatitza la idea de la «veritat progressiva». Raël afirma que ell és el 40è i últim profeta dels Elohim, enviat perquè la humanitat està prou desenvolupada per entendre la veritat sobre els Elohim. Al principi va afirmar que va ser escollit per a aquest paper perquè tenia una mare catòlica romana i un pare jueu i, per tant, era «un vincle ideal entre dos pobles molt importants en la història del món». Va afegir que també va ser seleccionat perquè vivia a França, que els Elohim consideraven un país de ment més oberta que la majoria d'altres.
Raël va afirmar posteriorment que aquests profetes són ells mateixos el resultat d'una mare humana criada amb un pare Eloha, amb les mares humanes escollides per la puresa del seu codi genètic, enviades a una nau espacial Elohim, fertilitzades i després retornades a la Terra amb el seu record de l'esdeveniment esborrat. En el seu llibre de 1979, Donem la benvinguda als nostres pares de l'espai, Raël va afegir que era el fill biològic de l'Eloha amb qui va trobar per primera vegada, Jahvè. Va assenyalar que Jahvè també era el pare de Jesús, fent d'aquest darrer germà de Raël. El 2003, Raël es va identificar públicament com Maitreya, el futur bodhisattva profetitzat del budisme mahayana. Sosté que continua en contacte telepàtic amb els Elohim, escoltant la veu de Jahvè que el guia en la presa de decisions que afecten el raëlisme.
La religió també ensenya que els Elohim segueixen supervisant cada individu humà a la Terra, de forma remota, des del seu planeta. Això es fa perquè els Elohim puguin decidir quines persones mereixen que se'ls ofereixi l'oportunitat de la vida eterna. Argumenta que els Elohim continuen visitant la Terra, com ho demostren els agroglifs, que els adherents consideren els espais d'aterratge de les naus espacials dels Elohim. Els raëlians entenen generalment els albiraments d'objectes voladors no identificats (OVNI) com una confirmació de la seva creença en els Elohim, encara que la seva opinió sobre la ufologia és ambigua. Els raëlians també consideren l'aparició de «cabells d'àngel» com una prova de la presència dels Elohim, afirmant que ha aparegut en diverses reunions d'estiu raëlianes. Normalment expressen escepticisme respecte a les afirmacions de presumptes contactes de persones que no siguin Raël. Els raëlians creuen que tots són capaços d'enllaçar telepàticament amb els Elohim, però que només a Raël se li permet reunir-se físicament amb ells o rebre les seves revelacions..

### L'Era de l'Apocalipsi i el Retorn dels Elohim

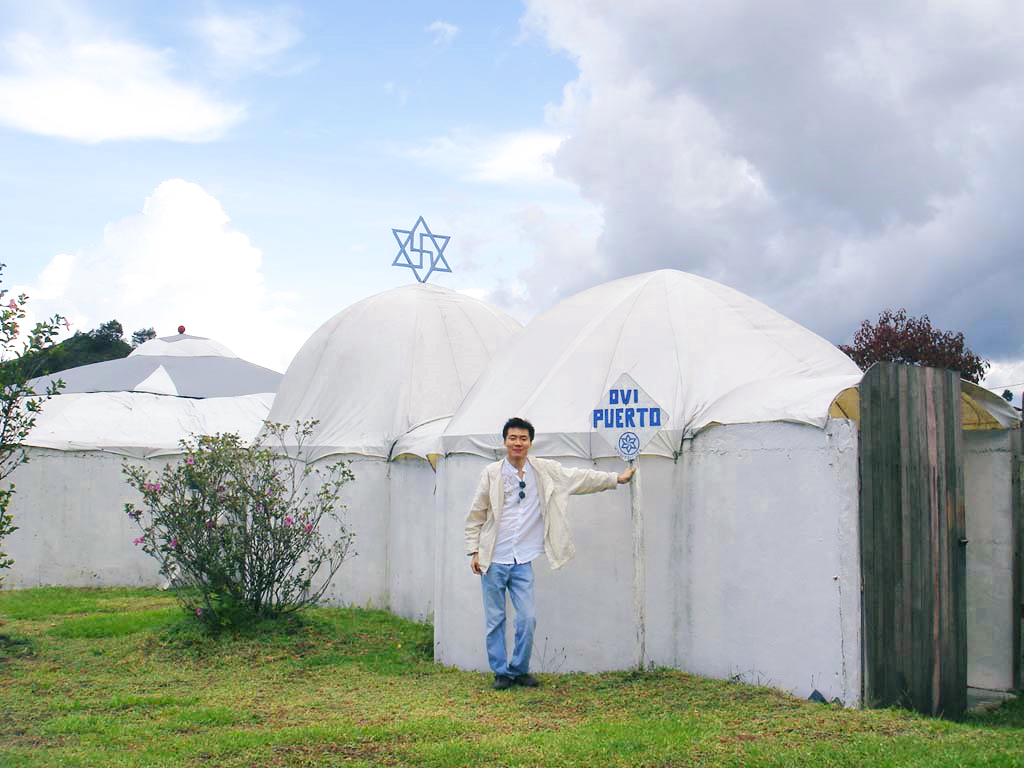
Una còpia en tenda de campanya a petita escala de la proposta de l'ambaixada d'Elohim erigida en un seminari Raëlià a Colòmbia

El raëlisme és una filosofia mil·lenàrista. Raël afirma que des que l'exèrcit estatunidenc va utilitzar la bomba atòmica a Hiroshima el 1945, la humanitat ha estat vivint en l'«Era de l'Apocalipsi» o «Revelació». Afirma que ara l'espècie humana ha de triar si utilitzar la ciència i la tecnologia per millorar la vida o utilitzar-la per provocar l'aniquilació nuclear. Afirma que si els humans superen amb èxit aquesta època actual, viuran en una era de tecnologia avançada en la qual la societat serà tolerant i alliberada sexualment. Raël va afirmar que estava destinat a ajudar a allunyar la humanitat del seu camí de destrucció.
Segons Raël, començar una època pacífica provocarà el retorn dels Elohim a la Terra. Va afegir que els portaran els 39 profetes immortals que havien enviat anteriorment per guiar la humanitat. Raël va declarar que la humanitat ha de construir una ambaixada per als Elohim abans de la seva arribada a la Terra i que ha d'incloure una plataforma d'aterratge per a la seva nau espacial. Va afirmar que s'havia d'ubicar en un territori neutral reconegut internacionalment per no mostrar favor cap a cap estat-nació en concret. Inicialment, Raël va demanar permís per construir-lo a Israel, explicant-ho fent referència a com els antics israelites van estar una vegada en contacte amb els Elohim. També va afirmar que aquesta ambaixada constituiria el «Tercer Temple» al qual fa referència la profecia jueva.
En rebre poca ajuda del govern israelià per a aquesta empresa, Raël va suggerir que un país veí podria ser adequat, proposant Jordània, Síria, el Líban i Egipte com a possibles ubicacions. Cap dels governs d'aquests països va ser favorable. La gent gran del Moviment Raëlià va suggerir Hawaii com una possible alternativa, i el 1998 Raël va declarar que havia rebut una nova revelació dels Elohim que afirmava que aquesta ubicació seria acceptable. Chryssides va assenyalar que si els Elohim no arribessin el 2035, els raëlians s'hauran d'adaptar a la nova circumstància en què la seva escatologia continua sense complir-se. El 16 d'abril de 1987, el Chicago Sun-Times va estimar el finançament del «kibutz còsmic» en 1 milió de dòlars. El 1997-1998, el finançament havia augmentat a 7 milions de dòlars. L'any 2001, els membres del grup van afirmar que havien estalviat 9 milions de dòlars s'havien estalviat per a l'ambaixada; i l'octubre de 2001, el finançament havia arribat als 20 milions de dòlars.
Un cop a la Terra, afirma Raël, els Elohim compartiran la seva tecnologia avançada i la seva comprensió científica amb la humanitat, i ajudaran a introduir una utopia. Raël ensenya que l'arribada dels Elohim anunciarà un sistema polític nou i millorat a la Terra. Aquest serà un govern mundial únic que Raël anomena «geniocràcia», o «govern dels genis», i del qual parla al seu cinquè llibre, Geniocràcia. Segons aquest sistema, només es permetrà governar aquells que siguin un 50% més intel·ligents que la persona mitjana. El sistema geniocràtic proposat per Raël té similituds amb l'estil de govern que va promoure Plató a la seva obra La República. Així, els raëlians rebutgen la democràcia, creient que no aconsegueix garantir que la societat tingui el millor lideratge. Raël afirma que aquesta societat futura no tindrà guerres, i el crim s'haurà acabat mitjançant l'enginyeria genètica. En aquest futur, afirma Raël, la humanitat podrà viatjar més enllà de la Terra per colonitzar altres planetes. Afirma que els robots assumiran tasques menors, permetent als humans dedicar el seu temps a activitats agradables. També va argumentar que hi hauria robots biològics que servirien com a esclaus sexuals, semblants als que Raël afirma que va trobar en la seva visita al planeta dels Elohim. S'introduirà una moneda mundial única, com a preludi de l'abolició total dels diners, mentre que també s'adoptarà un calendari mundial unificat.

### Clonació i supervivència desprès de la mort
Els raëlians rebutgen l'existència de l'ànima etèria que sobreviu a la mort física, i en canvi argumenten que l'única esperança per a la immortalitat és a través de mitjans científics. Els raëlians afirmen que els Elohim clonaran i, per tant, recrearan individus morts, però només aquells individus concrets que consideren mereixedors d'aquesta recreació. En això creuen en una «immortalitat condicional», amb immortalitat per a una minoria i oblit per a la majoria. La resurrecció de Jesús, tal com es relata als Evangelis, s'explica, per exemple, com un exemple de clonació d'Elohim.
Els raëlians defensen el desenvolupament de la tecnologia de clonació humana a la Terra. Els raëlians també creuen que els individus morts es poden clonar perquè puguin ser jutjats i castigats pels seus crims. Després dels atemptats terroristes de l'11 de setembre de 2001 als Estats Units d'Amèrica, en què els atacants es van suïcidar, els raëlians van proposar que poguessin ressuscitar mitjançant la clonació per ser jutjats per les seves accions. A causa del seu èmfasi en assolir la immortalitat, el raëlisme deplora el suïcidi; després que el grup Heaven's Gate es comprometés en un suïcidi massiu el 1997, l'Església Raëliana va ser una de les noves religions que van emetre comunicats de premsa condemnant el suïcidi.
A diferència de la definició científica de la clonació reproductiva, que és simplement la creació d'un organisme viu genèticament idèntic, els raëlians busquen clonar genèticament individus, accelerar ràpidament el creixement del clon fins a l'edat adulta mitjançant un procés com l'autoassemblatge guiat cèl·lules expandides o fins i tot nanotecnologia. Raël va dir als legisladors que prohibir el desenvolupament de la clonació humana era comparable a prohibir avenços mèdics com «antibiòtics, transfusions de sang i vacunes».

### Moralitat, ètica i rols de gènere

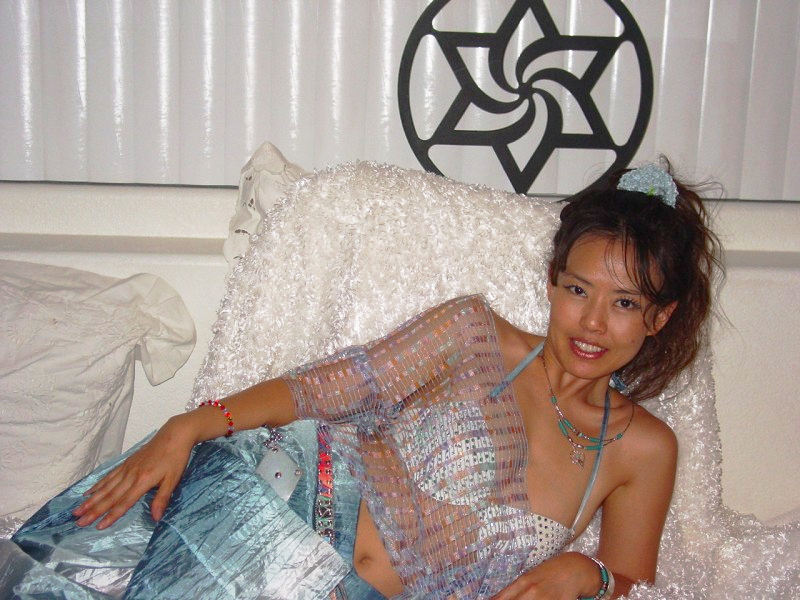
Una dona en un llit adornat amb el símbol raëlià

El raëlisme insisteix en un codi ètic estricte per als seus seguidors. S'espera que els membres assumeixin la responsabilitat de les seves pròpies accions, respectin la diferència cultural i racial, promoguin la no-violència, lluitin per la pau mundial i comparteixin riquesa i recursos. També se'ls anima a defensar la democràcia, en la creença que la humanitat finalment prendrà una decisió democràtica per introduir la geniocràcia. L'opinió raëliana és que tot s'ha de permetre sempre que no faci mal a ningú i no impedeixi l'avenç científic i tecnològic. No obstant això, es desaconsella als socis el consum de drogues o estimulants recreatius per no perjudicar la seva salut, tot i que alguns professionals han reconegut que consumeixen alcohol i tabac.
John M. Bozeman va caracteritzar la moral de la religió com a «progressista», mentre que Palmer es referia als «valors socials liberals» del grup, i Chryssides va qualificar els valors raëlians de «mundans i hedonistes». L'estudiós de la religió Paul Oliver va dir que l'ètica de la filosofia és «relativista», ja que s'anima els professionals a actuar d'una manera que se senti adequada al context. Diversos estudiosos també han argumentat que és una religió «afirmant el món», utilitzant la tipologia establerta per Roy Wallis.
Raël va considerar el gènere com un constructe artificial i va destacar la seva fluïdesa. Raël va evitar un personatge mascliste i, en canvi, sovint és descrit pels seus seguidors com a «amable» i «femení». Palmer va suggerir que Raël considerava que les dones eren superiors als homes perquè se les descrivia com més semblants als Elohim. Segons el relat de Raël, els habitants del planeta Elohim «tenen el 10 % de masculinitat i el 90 % de feminitat». Raël també va proposar que si les dones estiguessin en llocs de poder polític a tot el món, no hi hauria guerra. Els raëlians han participat amb protestes públiques pels drets de les dones. A la seva manifestació «Joy of Being Woman» del juny de 2003, les dones raëlianes van ballar nues pels carrers de París. Palmer va descriure els raëlians com a feministes, tot i que Raël va criticar el feminisme dominant, argumentant que «copiava les mancances dels homes». Adoptant generalment la creença que el cos humà és mal·leable, el raëlisme té una opinió positiva de la cirurgia plàstica per millorar l'aspecte físic.

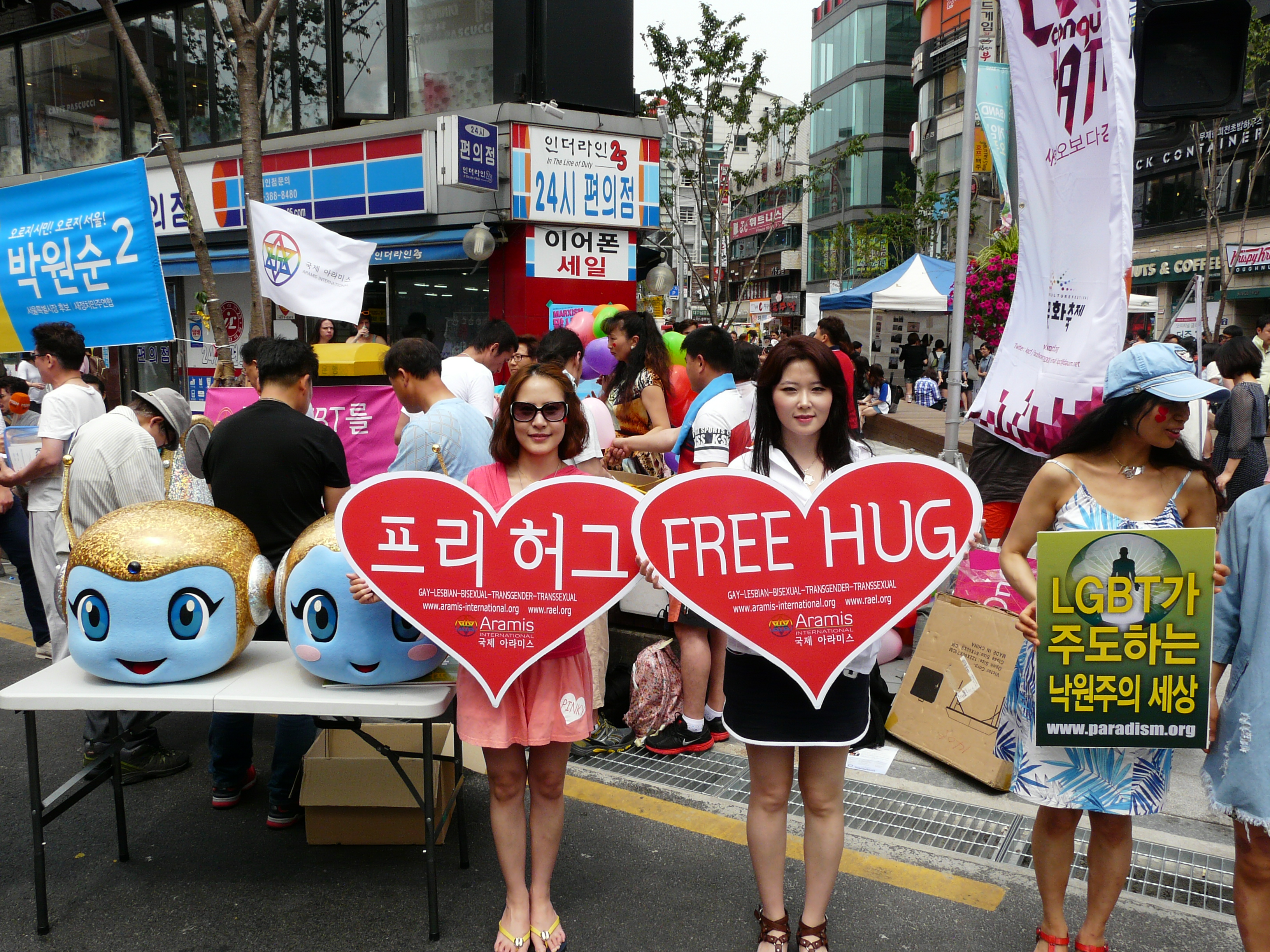
Un contingent raëlià al carrer al Festival de la cultura queer de Corea celebrat a Seül el 2014

El raëlisme ensenya que els Elohim van crear la humanitat per sentir el desig sexual com una panacea per als seus impulsos violents. Afirma que mitjançant la recerca del plaer sexual, es forgen noves vies entre les neurones del cervell, millorant així la intel·ligència individual. El raëlisme anima els seus membres a explorar la seva sexualitat; mentre que Raël es fotografia sovint amb dones boniques i sembla heterosexual, fomenta l'experimentació homosexual. Adoptant una actitud d'acceptació cap a les diferents formes d'orientació i expressió sexuals, el raëlisme ensenya que les diferències en l'orientació sexual estan arrelades en la programació genètica primordial dels Elohim i que cal celebrar. Investigant sobre els raëlians del Quebec, Palmer va trobar que molts d'ells evitaven classificar-se mitjançant l'ús de termes com «heterosexual», «homosexual» o «bisexual», trobant aquestes etiquetes massa limitants.
Els raëlians han subratllat la necessitat de respecte i consentiment mutu en la conducta sexual. El grup posa un fort tabú sobre l'incest, la violació i les activitats sexuals amb nens. Qualsevol persona implicada en el Moviment que es trobi implicada en aquestes últimes activitats és excomunicada, mentre que Raël ha recomanat que els pedòfils siguin castrats o col·locats en institucions mentals. Els que es creu que han forçat una atenció sexual no desitjada a una altra persona són excomunicats del Moviment durant set anys, la quantitat de temps que els raëlians creuen que triga a regenerar totes les cèl·lules biològiques d'una persona.
Els raëlians rebutgen tant la monogàmia forçada com el matrimoni, considerant-los com a institucions que s'han aplicat per esclavitzar les dones i suprimir l'expressió sexual. La religió desanima els seus membres de casar-se. També es desanima als membres de contribuir a la superpoblació global; Es demana als membres que no tinguin més de dos fills, i idealment cap. Raël afirma que si dos individus volen procrear, el seu control psíquic durant l'acte de concepció pot afectar qualsevol fill que en resulti. Els raëlians també creuen que un cop desenvolupada la clonació humana, la reproducció biològica quedarà obsoleta. A més d'avalar l'ús d'anticonceptius i el control de la natalitat, els raëlians avalen l'ús de l'avortament per interrompre embarassos no desitjats. Raël també ha defensat que si una dona no vol un fill que hagi nascut, hauria de renunciar a ser criat per la societat.
Algunes autoritats del govern suís van respondre a les opinions dels raëlians sobre la «meditació sensual» amb la por que els raëlians siguin una amenaça per a la moral pública per donar suport a l'educació sexual liberalitzada dels nens. Argumenten que aquesta educació sexual liberalitzada que ensenya als nens com obtenir la gratificació sexual fomentaria l'abús sexual dels menors d'edat.

### Símbol religiòs
El símbol utilitzat inicialment per significar el raëlisme era una estrella de sis puntes amb una esvàstica al centre. Raël va declarar que aquest era el símbol que va veure originalment al casc de la nau espacial dels Elohim. Els raëlians consideren això com un símbol de l'infinit. Els practicants també creuen que aquest símbol ajuda a facilitar el seu propi contacte telepàtic amb els Elohim.
Els raëlians solen portar un medalló del símbol al coll.
L'ús raëlià de l'esvàstica, un símbol que havia estat utilitzat de manera destacada pel Partit Nazi d'Alemanya durant la dècada del 1930 i 1940, va donar lloc a acusacions de l'organització anticulte Info-Cult (de Montreal) que els raëlians van promoure el feixisme i el racisme. Fora de l'oficina d'Info-Cult, els raëlians van parlar en contra de l'acte de discriminació d'una minoria religiosa. El 2 de gener de 1992, una dotzena de persones van protestar contra l'ús de l'esvàstica del logotip dels raëlians a l'hotel Eden Roc de Miami. L'ús de l'esvàstica i altres pràctiques raëlianes ha donat lloc a les crítiques del grup Hineni de Florida, una organització jueva ortodoxa.
L'any 1992, el Moviment Raëlià va modificar el seu símbol, substituint l'esvàstica central per una forma remolinada. Van explicar que això es va deure a una petició dels Elohim per canviar el símbol per ajudar en les negociacions amb Israel per a la construcció de l'Ambaixada Extraterrestre, tot i que el país va continuar negant la seva petició. Raël també va afirmar que el canvi es va fer per mostrar respecte a les víctimes de l'Holocaust. La forma remolinada recentment afegida es va explicar com una representació d'una galàxia remolinada. L'any 2005, la guia raëliana israeliana Kobi Drori va declarar que el govern libanès estava discutint les propostes del moviment raëlià per construir la seva ambaixada interplanetària al Líban. No obstant això, una condició era que els raëlians no mostréssin el seu logotip a la part superior de l'edifici perquè barrejava una esvàstica i una estrella de David. Segons Drori, els raëlians implicats van rebutjar aquesta oferta, ja que volien mantenir el símbol tal com estava. Del 1991 al 2007, el símbol oficial de Raël a Europa i Amèrica no tenia l'esvàstica original, però Raël va decidir fer del símbol original, l'estrella de David entrellaçada amb una esvàstica, l'únic símbol oficial del Moviment Raëlià a tot el món.

## Pràctiques
El raëlisme implica una sèrie de reunions mensuals, iniciacions i rituals de meditació. Quan és possible, els raëlians es reuneixen amb els companys practicants el tercer diumenge del mes. És política del grup que aquests esdeveniments es produeixin en habitacions llogades en lloc de propietats que el propi Moviment Raëlià ha comprat. A les reunions mensuals a Montreal, el mateix Raël apareixia sovint.

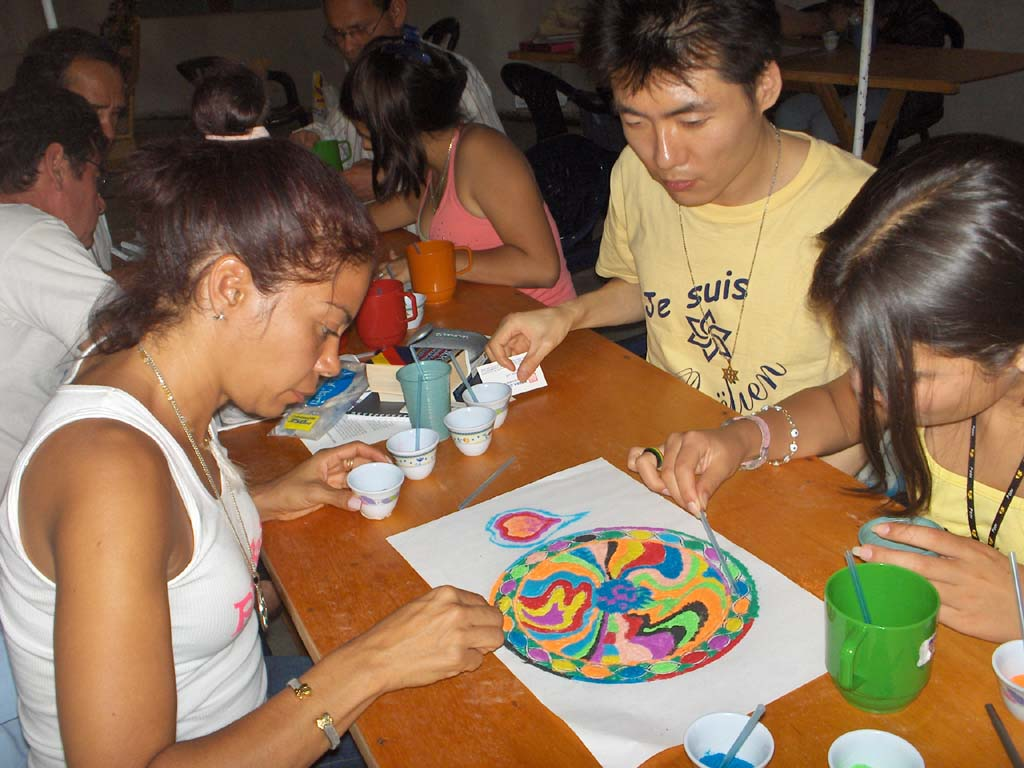
Raëlians dibuixant amb sorra

El ritual principal del raëlisme és la «transmissió del pla cel·lular», en què un guia raëlià posa les mans sobre el cap d'un altre individu, a través del qual es creu que el guia rep el codi cel·lular de l'individu i després el transmet telepàticament als Elohim. Fer-ho denota el reconeixement formal de l'iniciat dels Elohim com a creadors de la humanitat. S'utilitza com a part del «baptisme», o cerimònia d'iniciació dels nous membres que s'incorporen al Moviment. Aquells del Moviment que tenen el rang de bisbe i sacerdot tenen permís per dur a terme aquestes cerimònies d'iniciació. En alguns casos, quan hi ha les persones necessàries, Raël toca el cap d'un bisbe raëlià, que al seu torn toca el d'un sacerdot raëlià, que toca el cap de l'iniciat per assegurar la «transmissió». Aquestes «transmissions» poden tenir lloc un dels quatre dies de l'any que tenen un paper destacat en el calendari raëlià. Els primers exemples van tenir lloc l'abril de 1976, quan Raël va fer les cerimònies de «transmissió» de quaranta iniciats a Roc Plat.
El calendari raëlià comença amb el bombardeig nuclear d'Hiroshima el 6 d'agost de 1945. Cada any després d'aquesta data s'anomena «AH» o «après Hiroshima» (després d'Hiroshima). Els raëlians celebren quatre festes religioses cada any, dues de les quals marquen les trobades proclamades de Raël amb els Elohim. Aquests són:
- el primer diumenge d'abril, que és la data en què els raëlians creuen que els Elohim van crear els primers humans;[99]
- el 6 d'agost, que marca el dia del bombardeig nuclear d'Hiroshima el 1945;[99]
- el 7 d'octubre, que és el dia en què Raël afirma que es va trobar amb els Elohim per segona vegada, l'any 1974;[99]
- el 13 de desembre, que és el dia que suposadament Raël es va trobar per primera vegada amb els Elohim el 1973.[99]

### Meditació sensual
Una pràctica important en el raëlisme és la «meditació sensual», cosa que Raël va esbossar en el seu llibre de 1980 La méditation sensuelle.
S'anima als raëlians a participar en aquesta meditació guiada o visualització diàriament, amb la intenció de transmetre amor i vincles telepàtics als Elohim i aconseguir l'harmonia amb l'infinit. En això, els practicants sovint rebien ajuda en aquesta meditació escoltant una cinta d'instruccions. Les sessions de meditació sensual també tenen lloc de manera comunal a les reunions mensuals del grup, durant les quals els adherents reunits seuen o s'estenen a terra en una habitació poc il·luminada. Després són guiats per un Guia Raëlià que parla a través d'un micròfon; la meditació pot anar acompanyada de música New Age.
La meditació sensual comença amb un exercici de relaxació conegut com a «harmonisation avec l'infini» (harmonització amb l'infinit). Una de les etapes d'aquest procés és l'«oxigenació», que implica una respiració profunda. Als practicants se'ls ensenya a relaxar-se i després es veuen a si mateixos expandint el seu marc de referència fins que el Jo es converteixi només en un petit punt dins de l'Univers. Aleshores tenen la tasca de visualitzar els ossos i els òrgans del cos i, finalment, els àtoms del propi cos. Aleshores, la meditació guiada anima els meditadors a imaginar-se al planeta dels Elohim i comunicant-se telepàticament amb aquests extraterrestres.
Palmer va trobar que els raëlians descrivien de manera variable una sensació de benestar físic, habilitats psíquiques o excitació sexual durant aquestes meditacions i els va interpretar com una evidència que estaven en contacte telepàtic amb els Elohim. L'objectiu de la meditació sensual és aconseguir un «orgasme còsmic», que es caracteritza com l'experiència definitiva que pot tenir una persona. Palmer va citar un gran Raëlià que va descriure l'«orgasme còsmic» com «l'experiència sensual de la unitat entre el Jo i l'Univers».

### Seminaris

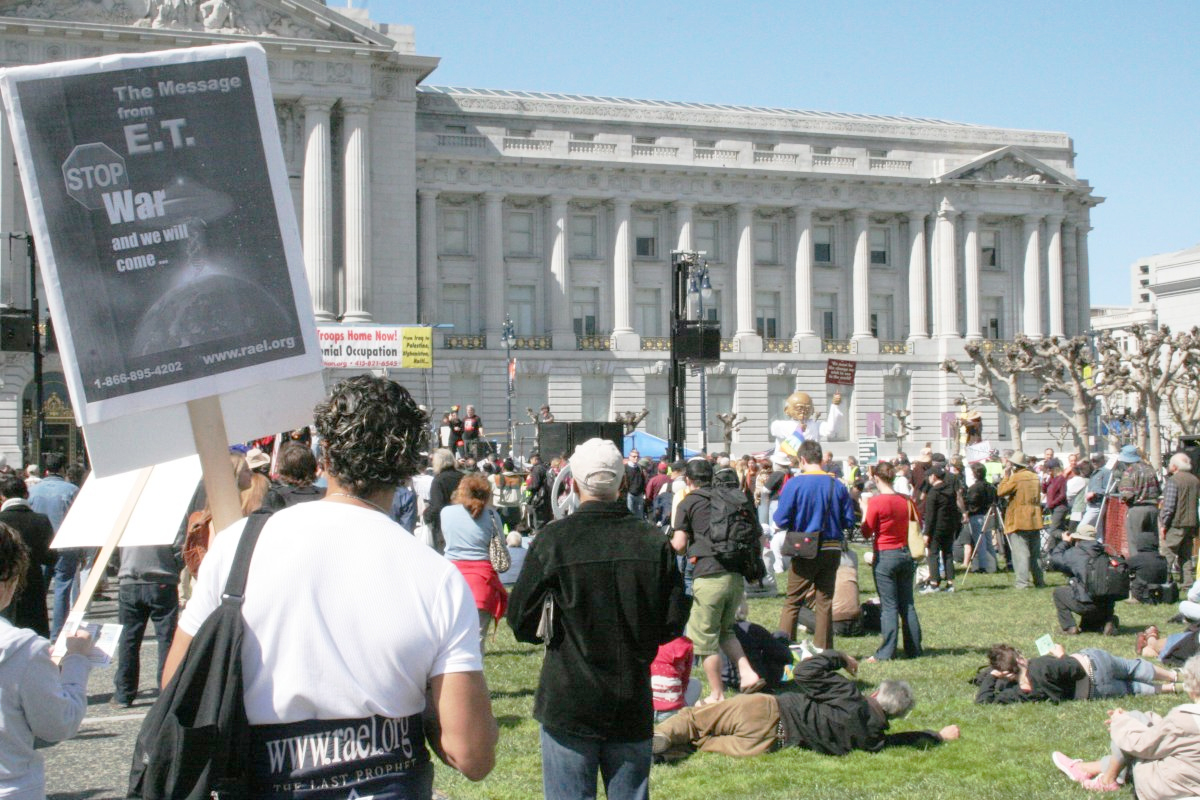
A la manifestació política s'aixeca un rètol de protesta raëliana que reclama el retorn de les tropes estatunidenques dels enfrontaments militars estrangers

L'Església Raëliana organitza seminaris d'estiu durant una setmana anomenades «Etapes del despertar». Aquestes inclouen conferències diàries de Raël, sessions de meditació sensual, períodes de dejuni i banquets, testimonis i diverses teràpies alternatives. Les activitats que han cridat l'atenció de la premsa inclouen vestir-se amb la roba del sexe contrari com a part d'un exercici per jugar amb la fluïdesa de l'expressió de gènere, l'observació dels propis genitals i la masturbació.
Els raëlians utilitzen aquests seminaris com una oportunitat per formar amistats o relacions sexuals. Els assistents porten togues blanques amb etiquetes amb el seu nom; també han utilitzat polseres de colors per indicar si volen estar sols, estar en parella o simplement conèixer gent. L'any 1991, un periodista francès va assistir a un seminari i va gravar parelles mantenint relacions sexuals en tendes de campanya, cosa que aleshores va fer molta publicitat.
Després d'aquests seminaris, té lloc un segon seminari, aquesta vegada restringit als membres de l'Estructura.

## Història

### Orígens

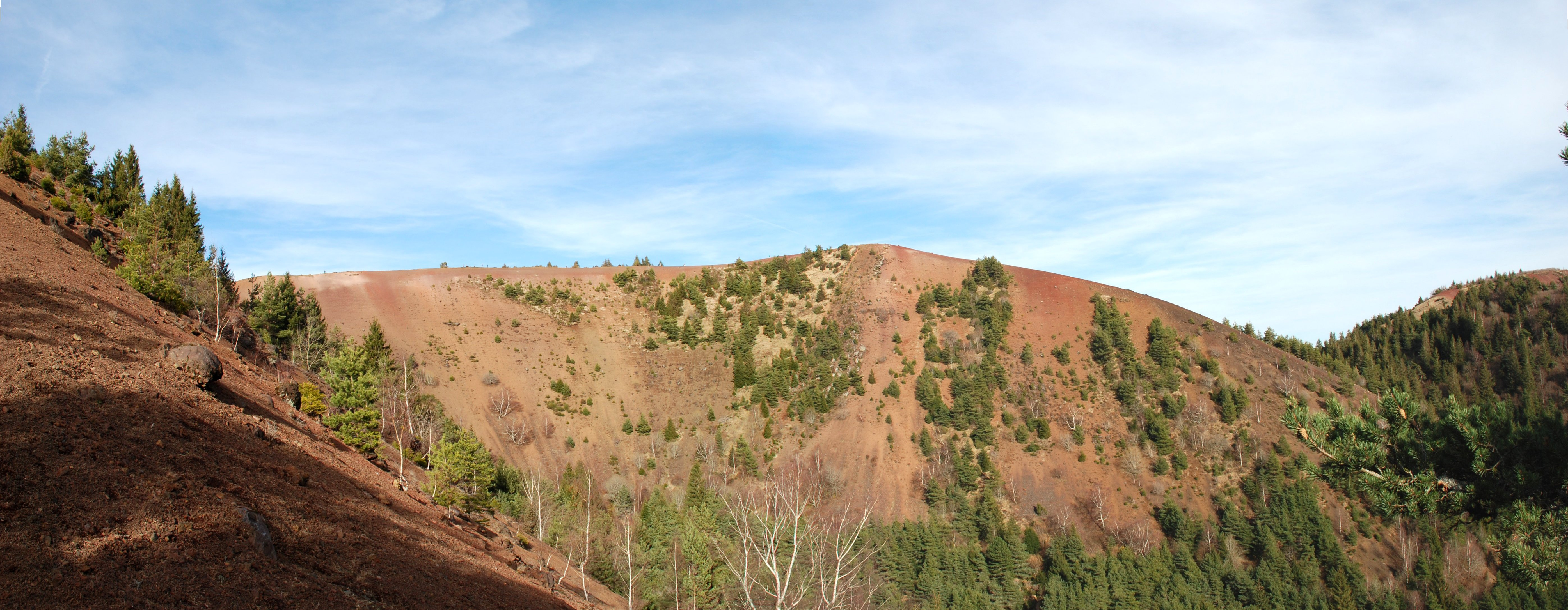
Puy Lassolas, la muntanya on Raël va afirmar que es va trobar per primera vegada amb els Elohim el 1973

Claude Vorilhon va néixer a Ambert (França), el 30 de setembre de 1946. Era fill il·legítim d'una mare de 15 anys; el seu pare havia estat jueu sefardita aleshores amagat de les autoritats nazis. Vorilhon va explicar més tard que la seva àvia i la seva tia l'havien criat com a ateu, tot i que durant un temps va assistir a un internat catòlic romà. Quan era adolescent, Vorilhon va fer autoestop per anar a París on va seguir una carrera com a cantant, amb diversos senzills d'èxit amb el nom de Claude Celler. Després es va casar amb una infermera i va tenir dos fills amb ella. El 1973, va fundar la revista de cotxes de carreres Auto Pop i també va treballar com a pilot de proves d'aquests vehicles. El novembre de 1973 es va introduir a França una nova llei que prohibeix l'excés de velocitat a l'autopista, posant fi a la seva feina com a conductor de proves. Auto Pop va deixar de publicar-se el setembre de 1974.
Hi havia hagut una sèrie d'albiraments d'OVNI informats a la França durant la dècada del 1970, i la teoria dels antics astronautes estava «molt de moda» al país a mitjans d'aquesta dècada. A principis de 1974, Vorilhon va anunciar que el desembre de 1973 havia estat contactat pels Elohim mentre caminava per la muntanya de Puy Lassolas. Va començar a promocionar aquestes idees en entrevistes a la televisió i ràdio franceses. Va començar a donar conferències sobre les seves suposades experiències a París, on va atreure un grup de seguidors, molts dels quals eren aficionats a la ciència-ficció o ufòlegs aficionats. El desembre de 1974 es va posar en marxa una organització basada en les seves idees, el «Mouvement pour l'accueil des Elohims créateurs de l'humanité» (MADECH; Moviment per l'acollida dels Elohim, Creadors de la Humanitat). Vorilhon va començar a referir-se a si mateix com Raël. Un butlletí, Apocalypse, va començar a publicar-se l'octubre de 1974. MADECH va començar a recaptar diners per a l'autopublicació del primer llibre de Vorilhon, que va aparèixer amb el títol Le livre qui dit la verité (El llibre que diu la veritat) aquell any. Els raëlians tracten el seu primer llibre amb reverència, sovint referint-se a ell com a Le Livre (El Llibre).

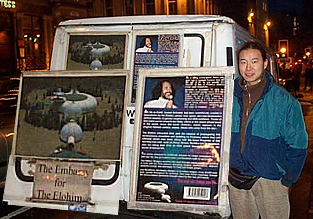
Missatges dels Raëlians en una furgoneta

Alguns membres de MADECH volien que l'organització tingués un interès més ampli per la ufologia més enllà de les afirmacions de Raël i també volien restringir la seva autoritat dins del grup. Enmig d'una lluita interna pel poder, Raël va convocar una reunió d'urgència l'abril de 1975; la baralla va continuar i al juliol va destituir els directius de MADECH i els va substituir per set dels seus propis seguidors. Raël també va anunciar que els Elohim l'havien contactat per segona vegada i que en aquesta ocasió l'havien portat a visitar el seu planeta. Va exposar aquestes afirmacions al seu llibre de 1975 Les Extra-Terrestres M'ont Emmené sur Leur Planète (Els extraterrestres m'han endut al seu planeta). L'oposició a Raël va romandre evident a MADECH i el 1976 va dissoldre el grup, començant el Moviment Raëlià com a reemplaçament el febrer de 1976. Funcionava seguint una estricta jerarquia, amb Raël com a director, conegut com la «Guia de Guies». A diferència de MADECH, va promoure una estructura religiosa més àmplia, incloent pràctiques rituals. Va continuar la publicació d'Apocalypse per difondre el seu missatge.
El 1976, els raëlians van enviar una missió a la província canadenca de Quebec per atreure conversos a la regió francòfona. L'any següent es va establir una branca quebequesa del Moviment. Aleshores, els dos primers llibres de Raël es van publicar en una única edició en anglès, titulada Space Aliens Took Me to Their Planet el 1978 i republicats com The Message Given To Me By Extra-Terrestrials: They Took Me to their Planet el 1986 i, en una nova traducció, com The Final Message el 1998. Va ampliar les seves idees amb diversos llibres addicionals: Accueiller Les Extra-Terrestes (Acollir els extraterrestres) el 1979 (traduït a l'anglès com Let's Welcome Our Fathers from Space el 1986), La Méditation Sensuelle (La meditació sensual) el 1980 (traduïda a l'anglès com Sensual Meditation el 1986), i Geniocracy (Geniocràcia).

### Darrera evolució

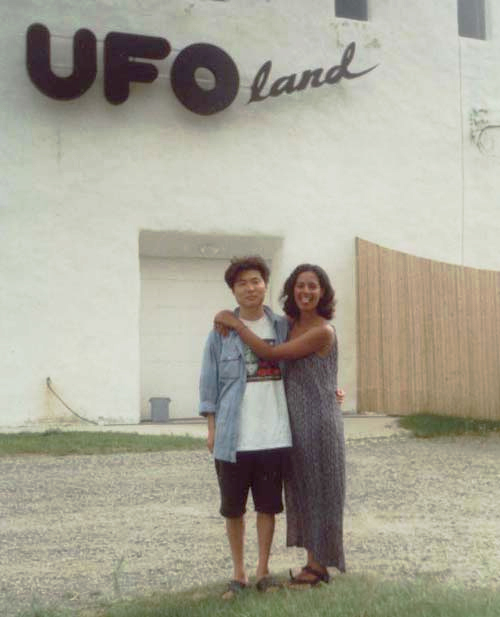
Dos raëlians visitant UFOLand, el museu del Quebec que els raëlians van establir el 1997

L'any 1980, els raëlians van enviar una missió al Japó, seguida d'una altra a l'Àfrica el 1982, i a Austràlia el 1990. A principis de la dècada del 1980 el Moviment va comprar un càmping prop d'Albi, al sud de França, que van anomenar Eden. El 1984, Raël es va sotmetre a un any de retir en què va evitar l'aparició pública. L'any següent, la seva primera esposa va deixar tant ell com el Moviment;  posteriorment va començar una relació amb una raëliana japonesa, Lisa Sunagawa, durant diversos anys. A mitjans de la dècada del 1990, Raël va tornar a la seva afició a l'automobilisme, competint al Gran Premi del Canadà de 1995 i la Copa Motorola de 1998 a Miami abans de retirar-se de l'esport el 2001. El 1992, va aparèixer una cisma en la religió i un grup de una quarantena de practicants van ser expulsats. Van formar un grup més petit rival, els Apòstols dels Últims Dies, amb la creença que Raël havia estat el portaveu original dels Elohim però que Satanàs havia pres el seu control.
L'any 1992, el Moviment Raëlià va comprar 115 hectàrees prop de Valcourt (al Quebec, Canadà) anomenant aquesta propietat Le Jardin du Prophète («el Jardí del Profeta»). Va ser aquí l'any 1997 on l'organització va obrir UFOLand, un museu sobre ufologia. El seu propòsit era recaptar diners per a l'Ambaixada d'Elohim, però l'any 2001 va tancar al públic, després d'haver demostrat que no era viable econòmicament. També va ser durant l'any 1997, un mes després que Ian Wilmut anunciés el naixement de l'ovella Dolly, un clon, que Raël va establir l'empresa Valiant Venture per explorar les aplicacions comercials de la clonació. A través d'ella va sorgir Clonaid, de la qual va ser cofundadora, directora i portaveu la bisbessa raëliana Brigitte Boisselier. La creació d'aquest grup i la seva promoció de la clonació humana va provocar molt debat entre altres figures religioses, científics i étics. Raël i Boisselier van parlar abans de l'audiència del Congrés del president dels Estats Units d'Amèrica, Bill Clinton, sobre la clonació humana el març de 2001.
En el campament d'entrenament de juliol de 1998 al Jardí del Profeta, Raël va anunciar que el desembre de 1997 havia rebut una altra revelació dels Elohim, encarregant-li de formar una nova agrupació dins del Moviment Raëlià, l'Orde dels Àngels de Raël. Aquesta havia de ser una societat secreta, oberta només a les dones que es convertirien en les consorts dels Elohim després de la seva arribada a la Terra. Es va publicar un butlletí, Plumes d'Anges (Plomes d'Àngel), amb informació sobre l'Orde. Palmer va assenyalar que en emfatitzar les qualitats úniques de les dones, aquest grup va desafiar la doctrina raëliana establerta que els homes i les dones són totalment iguals i intercanviables.

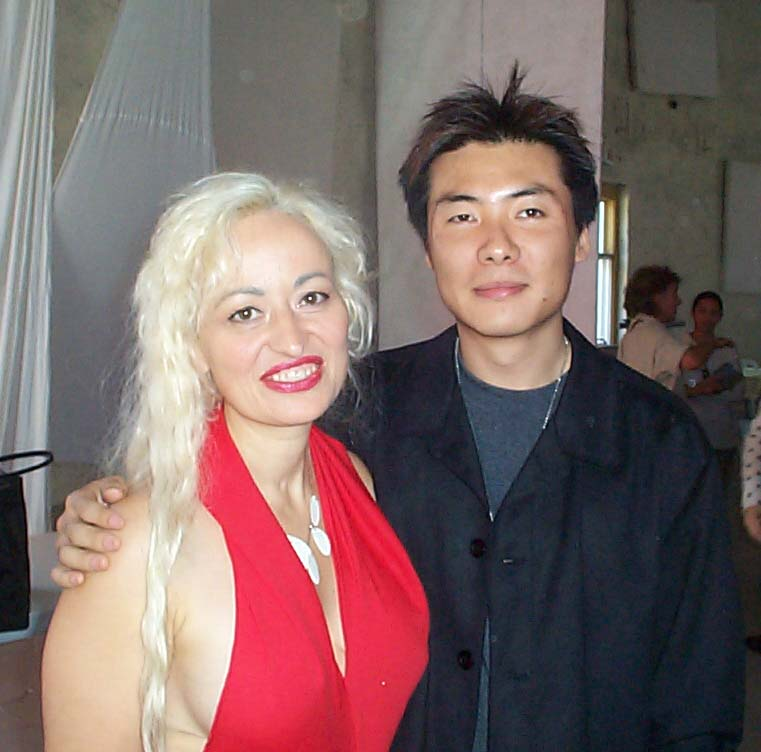
Brigitte Boisselier (esquerra) va assumir un paper superior en el Moviment Raëlià

L'any 2001, Raël va fer una gira a Àsia, impartint seminaris. Aquell any es va casar per segona vegada, amb una estudiant de ballet de 16 anys d'edat. El raëlisme descoratja el matrimoni, i aquesta instància es va fer per conveniència, perquè havia estat interrogat pels funcionaris de duanes quan viatjava amb ella a través de les fronteres. Posteriorment es van divorciar, però van continuar sent parella. El novembre de 2002, un home local va vandalitzar la propietat del grup dels Jardins del Profeta, causant danys importants. Raël va afirmar que aquesta havia estat una prova preliminar del «Projecte Abraham», una operació conjunta entre l'Agència Central d'Intel·ligència (CIA) i les agències d'intel·ligència franceses per assassinar-lo mitjançant esquizofrènics dirigits a través del control mental.
El desembre de 2002, Boisselier va anunciar que el treball de Clonaid havia donat com a resultat el naixement d'una nadó, Eve, que segons ella era el primer clon humà del món. La nena no va ser presentada per a l'escrutini dels científics; les al·legacions del Moviment Raëlià Internacional (IRM) sobre Baby Eve mai van ser corroborades per la comunitat científica. Molts comentaristes creien que l'anunci havia estat un engany. El gener de 2003 els raëlians van declarar que els pares d'Eve s'havien amagat per evadir l'atenció. L'aparició de Baby Eve va guanyar als raëlians molta cobertura a la premsa internacional, i també molt ridícul. El grup va afirmar que aquesta publicitat va generar uns 5.000 nous membres. Boisellier va anunciar periòdicament que havien nascut més infants clons, als Països Baixos, Japó, Corea del Sud i Austràlia, tot i que la premsa va considerar cada cop més aquests enganys i va deixar d'assistir a les conferències de premsa dels Raëlians.
El gener de 2003, Raël va anunciar a Boisellier com a successora designada, i també va publicar El Maitreya, on s'identificava amb la figura homònima de la profecia budista. En resposta a l'associació de Raël amb Clonaid, les autoritats d'immigració de Corea del Sud li van negar l'entrada al seu país el 2003. Aleshores, el grup va protestar prop del Ministeri de Salut i Benestar de Corea del Sud que li va ordenar marxar. Raël va aparèixer al costat d'un grup de dones, Raël's Girls, al número d'octubre de 2004 de Playboy. El 2005, dos documentalistes aficionats, Abdullah Hashem i Joseph McGowen, van assistir i van filmar un seminari Raëlià a Las Vegas, afirmant que estaven fent una pel·lícula d'estudiants. Després van utilitzar el metratge com a base d'un documental, que van presentar com a exposició del grup. El 2008 va seguir un cas judicial, iniciat per l'IRM, que va afirmar que els cineastes havien obtingut l'entrada per tergiversació. El 2011 es va fer una sentència per defecte contra Hashem i se li va ordenar que retornés les seves imatges a l'IRM. El 2009, l'Església va anunciar plans per a un nou UFOLland a Las Vegas.

## Organització i estructura
Es tracta d'una organització estrictament jeràrquica, on hi ha dos nivells de membres. La majoria dels membres s'anomenen simplement «Raëlians», mentre que els que estan en els nivells superiors controlant el Moviment s'anomenen «Estructura».

### Jerarquia dels membres
L'Estructura es divideix en un sistema de sis nivells. Raël es troba al capdamunt de l'Església Raëliana, que es coneix com la «Guia de Guies». Els membres superiors de l'Estructura el reelegeixen per a aquest càrrec cada set anys. Per sota de Raël hi ha els «Guies Bisbes», després els «Guies Sacerdots», després els «Organitzadors», després els «Ajudants dels Organitzadors», i finalment els «Probationers» (Aprenents). S'espera que aquells que es caracteritzen com a "Guies" siguin exemplars per a la resta del moviment, per exemple, que evitin estrictament l'alcohol, la cafeïna i les drogues recreatives. La raça, el gènere i l'orientació sexual no són cap obstacle per ascendir a les files de l'estructura de lideratge del grup. Tanmateix, Palmer va assenyalar que a mitjans de la dècada del 1990 hi havia poques dones en llocs de lideratge dins de l'organització.
Els membres de l'Estructura raëliana comencen com a «Aprenents» de nivell 0 durant els seminaris anuals. L'Estructura raëliana va dir el 2007 que comptava amb uns 2.300 membres, 170 «Guies raëlians», i 41 Bisbes.
Tres Bisbes raëlians asseuen en un «Consell dels savis» que controla l'heretgia i organitza el càstig per als transgressors. Quan pretenen castigar un individu sol ser per una «excomunió» de set anys; dura set anys perquè els raëlians creuen que es triga tant a substituir totes les cèl·lules del cos humà. En casos més greus, el Consell pot supervisar un «demarking», mitjançant el qual cancel·la la transmissió del codi cel·lular, creient que això revoca l'esperança d'immortalitat de l'individu mitjançant la clonació.
Els socis paguen una quota anual al Moviment Raëlià. Es recomana als membres de ple dret del Moviment que destinin el 10% dels seus ingressos a l'organització. Aquest delme es reparteix després, amb un 3% destinat a la branca nacional i un 7% a l'administració central del Moviment Internacional. Un 1% addicional pot anar al mateix Raël. Tanmateix, el delme no s'aplica. En la seva investigació, Palmer va trobar molts practicants que admetien no pagar el delme; una enquesta de 1991 als raëlians va trobar que un terç dels enquestats no pagaven, mentre que en una entrevista, Raël va suggerir que més del 60% no ho pagaven. Són aquests delmes i quotes de soci, juntament amb les vendes dels llibres de Raël, els que representen els principals ingressos del Moviment Raëlià Internacional. Aquests diners s'estalvien després per a la construcció de l'Ambaixada d'Elohim o es gasta en la producció de fulletons, llibres, vídeos i altres materials utilitzats per difondre el missatge raëlià.
El grup era propietari inicialment d'una finca a Albi (França), abans d'obtenir-ne una a Valcourt (Quebec).

### L'Orde dels Àngels de Raël

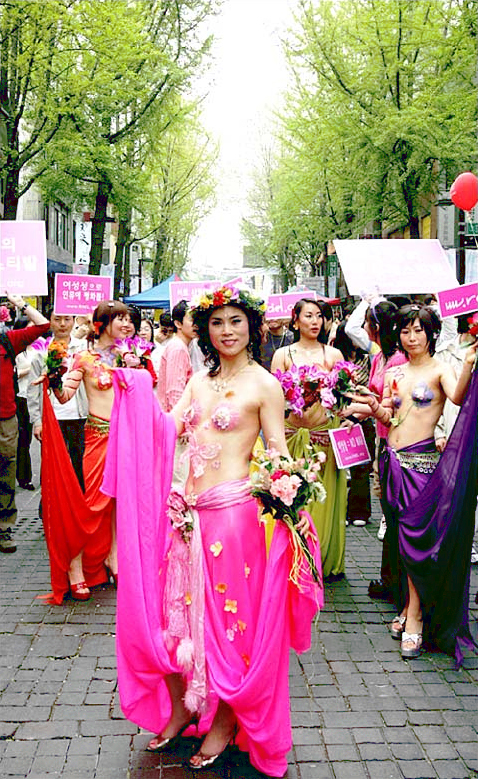
Dones raëlianes al festival Korea Love Hug a Seül, Corea del Sud

L'any 1998, Raël va establir un grup intern de dones, l'«Orde de l'Àngel de Raël», les membres del qual estan formades per convertir-se en consorts dels Elohim. Va afirmar que aquestes dones serien els únics humans als quals es permetria el contacte amb els Elohim després que aquests últims arribessin a la Terra. A més, va afirmar que serviran com a enllaços dels Elohim amb polítics humans, científics i periodistes. Raël va afirmar que només les dones podien ser àngels perquè els homes no eren prou femenins per als Elohim extremadament gentils, delicats i sensibles. Es va permetre l'entrada a les dones trans; Raël va elogiar un membre transgènere per «haver escollit ser dona».
Els Àngels estan destinades a conrear el seu costat femení i nodridor. Tenen l'encàrrec de perseguir l'auto-transformació, esforçant-se per agradar als Elohim i assemblar-s'hi més a prop cultivant la disciplina, la serenitat, l'harmonia, la puresa, la humilitat, el carisma i la bellesa tant interna com externa. Els Àngels reben la instrucció de resar regularment als Elohim i meditar regularment. Se les anima a limitar el consum de carn i a evitar els hidrats de carboni i el sucre per mantenir la seva bellesa física. Han demostrat ser útils per a les relacions públiques del grup i també han proporcionat voluntàries per als seus experiments de clonació humana. L'Orde també s'ha dedicat a la venda d'òvuls humans a Internet, llançant un lloc web per fer-ho el 1999. Raël va afirmar que això ajudaria als Àngels a aconseguir la independència financera.
L'Orde dels Àngels de Raël té una estructura de sis nivells, simètrica amb l'estructura de sis nivells del conjunt del Moviment Raëlià. Raël divideix els àngels en tres grups: els «Àngels Blancs», els «Àngels Rosa» i els «Àngels de la Cinta Daurada».
- Els «Àngels Blancs» porten plomes blanques en un collaret, poden escollir amants humans i tenen l'encàrrec d'operar al món per atraure més dones al moviment raëlià.[188]
- Els «Àngels Rosa» porten una ploma rosa en un collaret i Raël els considera les «Elegides» que es convertiran en les consorts dels Elohim. S'espera que visquin una vida apartada, inicialment a la comunitat dels Jardins des Prophètes, i s'espera que reservin la seva activitat sexual per als extraterrestres.[189]
- Els «Àngels de la Cinta Daurada» es caracteritzen per un cordó daurat que es porta al coll. Són escollides per Raël per la seva bellesa física i es descriuen com els primers humans que s'aproparan als Elohim a l'arribada d'aquest a la Terra.[189]

S'espera que els àngels de la cinta rosa i daurada s'abstinguin de l'activitat sexual amb la majoria dels altres humans, però haurien de rebre instruccions sobre l'amor alienígena del mateix Raël, així com participar en actes sexuals soles o amb altres àngels.
L'Orde estava aïllat de la resta de la religió, amb els edificis d'habitacions dels Àngels, per exemple, fora de límits dels no-Àngels. L'accés als Àngels està estrictament limitat tant per a periodistes com per a erudits. Els Àngels de la Cinta Daurada han estat degradades d'aquest estatus a mesura que han envellit, amb l'explicació que a mesura que la seva bellesa física s'ha deteriorat, ja no són aptes per saludar els Elohim. A continuació, aquestes dones degradades tenen l'encàrrec de formar substitutes més joves. Altres dones han estat privades del seu estatus d'àngels per complet, quan es percep que han actuat en contra de l'ethos del grup.
Els ritus d'iniciació inclouen la declaració d'un jurament o la realització d'un contracte en el qual s'acorda esdevenir defensora de la ideologia raëliana i del seu fundador Raël. Uns dies més tard, la revista Time va escriure que la química francesa Brigitte Boisselier era membre de l'Orde dels Àngels. Per aquesta època, l'especialista de culte Mike Kropveld va qualificar l'Orde dels Àngels com «un dels moviments més transparents» que havia presenciat, tot i que estava alarmat per la promesa de les dones de defensar la vida de Raël amb els seus propis cossos.
Raël ha encarregat a algunes dones membres de fer un paper feminista pro-sexe a l'Església Raëliana. «Raël's Girls» és un altre grup de dones de la religió que estan en contra de la supressió dels actes de plaer femenins, incloses les relacions sexuals amb homes o dones. Raël's Girls està formada únicament per dones que treballen a la indústria del sexe. Les dones de Raël's Girls diuen que no hi ha cap motiu per penedir-se per fer striptease o ser prostitutes. Aquesta organització es va crear «per donar suport a l'elecció de les dones que treballen en la indústria del sexe».

## Difusió i suport
El Moviment Raëlià Internacional (IRM) ha establert diferents projectes a través dels quals promou la seva ideologia.

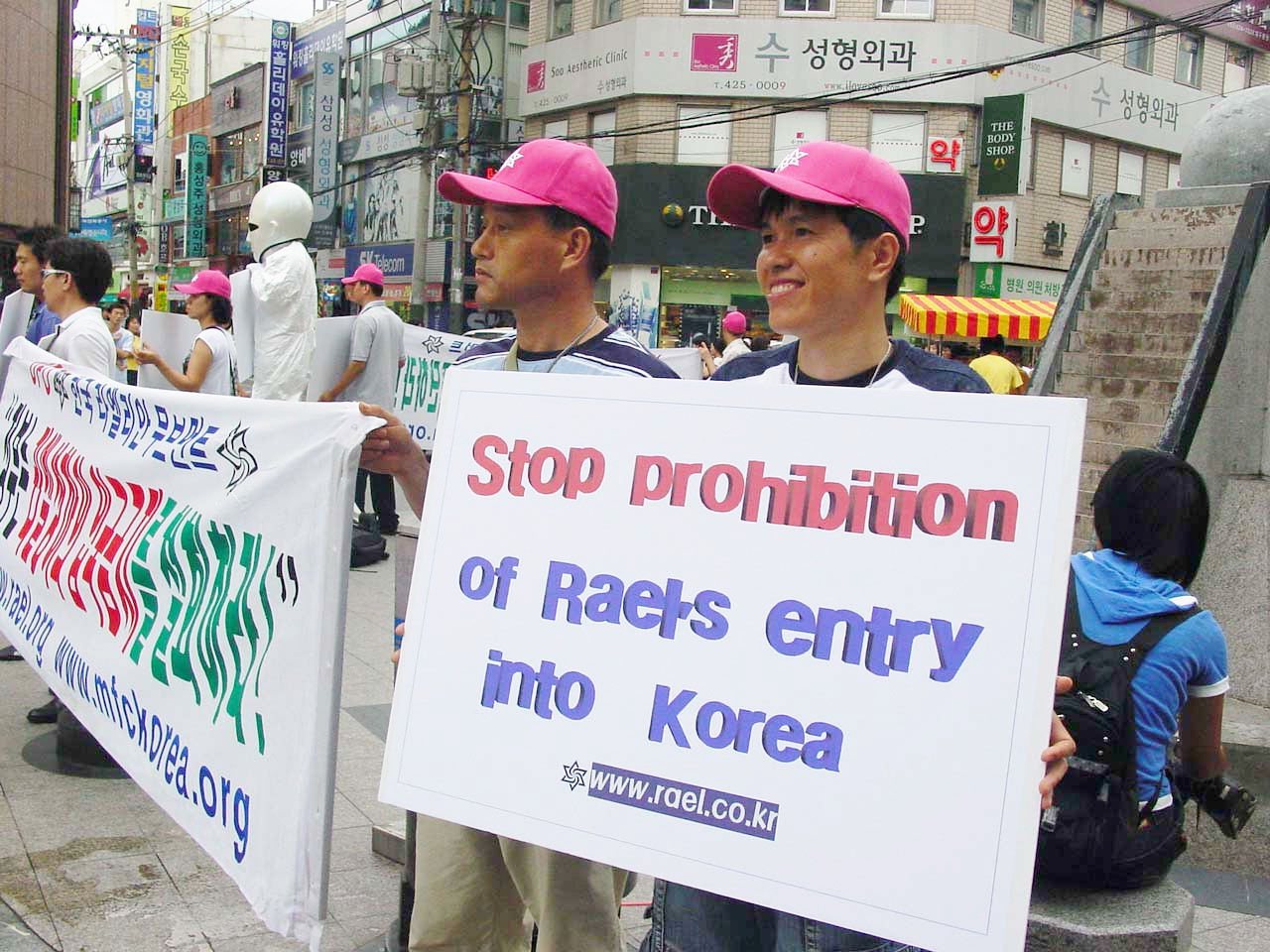
Raëlians protestant per la prohibició del 2003 del govern de Corea del Sud d'entrar al moviment Raël al país

L'any 1997 va crear Clonaid, una empresa dedicada a la clonació humana. Els clients poden emmagatzemar una mostra del seu ADN amb el grup, que s'ofereix a produir un únic clon de l'individu després de morir. Una altra empresa raëliana, Ovulaid, busca proporcionar ovaris a persones i parelles que no poden produir biològicament la seva descendència. Expressa la seva intenció de desenvolupar tecnologies que puguin crear «nadons de disseny» segons les especificacions desitjades del seu client. Un projecte addicional, Insuraclone, està dissenyat per clonar òrgans per a un individu en cas d'una futura fallada d'òrgans, mentre que Clonapet pretenia clonar els animals de companyia de les persones després que aquest últim morís.
Els raëlians són coneguts pel seu activisme sociopolític, específicament pels drets de les dones, els drets dels homosexuals, l'oposició al racisme, la prohibició de les proves nuclears i la promoció dels aliments modificats genèticament. Al llarg de la història del raëlisme, els membres de l'Església Raëliana han recorregut escenaris públics defensant la masturbació, els preservatius i el control de la natalitat. A través de les seves activitats, Palmer va afirmar que el Moviment Raëlià es va implicar en «elaborar, i després controlar acuradament, un nivell suau de conflicte cultural» per generar publicitat per al grup, cosa que sumada a «el festeig flagrant dels mitjans». Va comparar aquestes tàctiques amb les de l'Església de Satan d'Anton LaVey a les dècades del 1960 i 1970. Quan els mitjans de comunicació han adoptat un to de burla cap a la religió, Raël ha instat els seus seguidors a defensar les seves creences, donant lloc a campanyes d'escriptura de cartes i, de vegades, a judicis.
El 1992, el Movimeny Internacional Raëlià (IRM) va llançar protestes contra la decisió de la Comissió de l'Escola Catòlica de Montreal de vetar l'addició de màquines de preservatius als banys dels instituts catòlics romans del Quebec. Els raëlians van aparcar un «condó-mòbil» davant dels instituts catòlics romans de Quebec i Ontario des dels quals dispensaven anticonceptius als alumnes. L'any 1993, els raëlians van organitzar una conferència sobre la masturbació al Quebec, en la qual van fer discursos Raël i l'educadora sexual Betty Dodson. Anunciant aquesta causa, els raëlians van repartir insígnies amb «Oui à la masturbation» (Sí a la masturbació) al Festival Internacional de Jazz de Montreal.

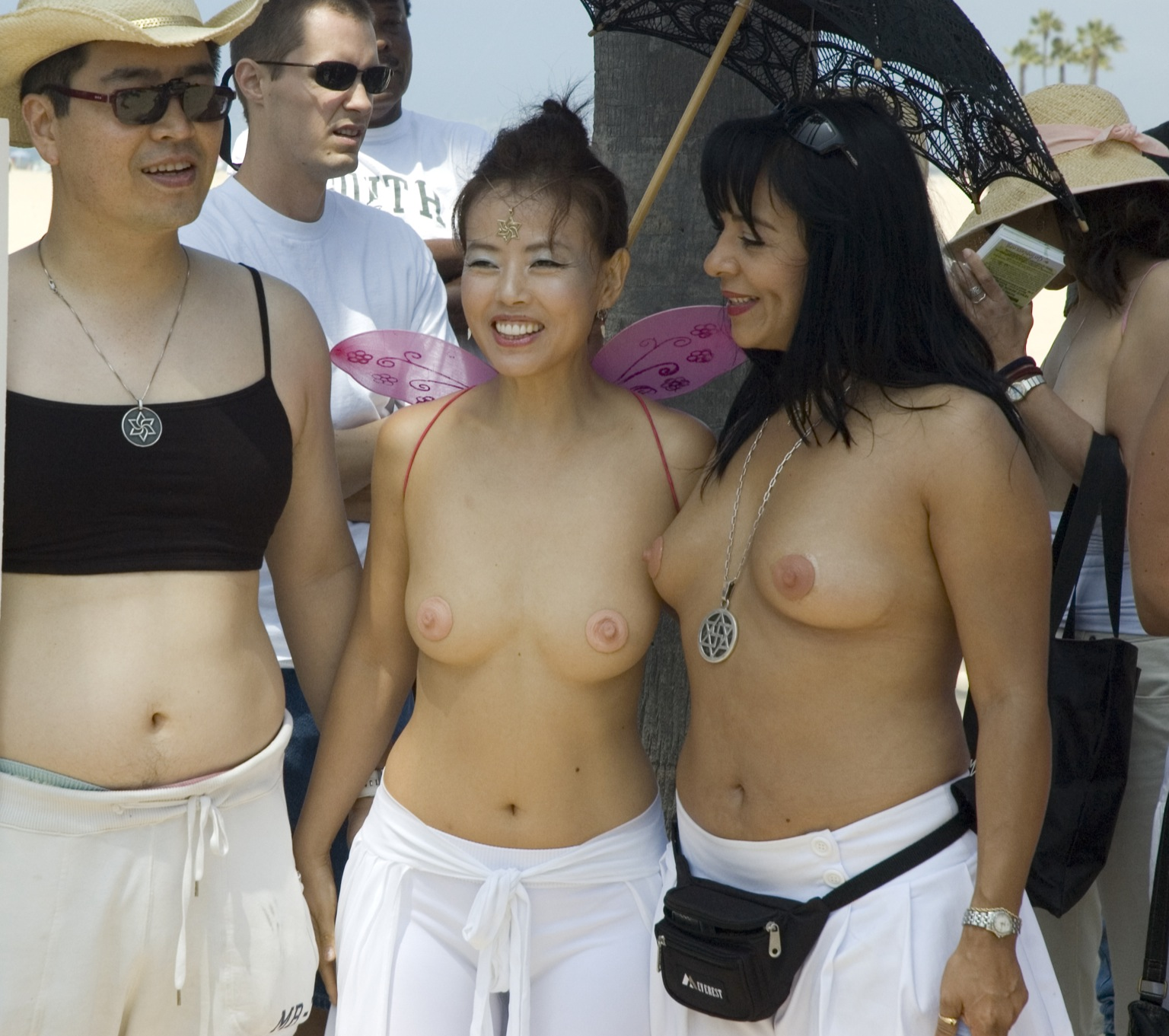
Manifestació raëliana que defensa l'alliberament sexual i la igualtat entre homes i dones

L'any 2000, els raëlians van posar en marxa NOPEDO, un grup de lluita contra la pedofília. El 2001, van distribuir públicament fullets a Itàlia i Suïssa protestant per l'existència de més d'un centenar d'agressors de menors entre el clergat catòlic romà a França. El vicari episcopal de Ginebra va demandar l'Església Raëliana per difamació, però el jutge va desestimar els càrrecs, ja que es considerava que l'acusació raëliana només s'adreçava als sacerdots condemnats i no a l'Església Catòlica Romana en el seu conjunt. L'any 2002, els raëlians van celebrar una desfilada anticlerical a Montreal, on van donar creus cristianes als estudiants de secundària i van convidar els estudiants a cremar-les i a signar cartes d'apostasia a l'Església Catòlica Romana. L'Associació de Bisbes del Quebec va anomenar això «incitació a l'odi», i diversos consells escolars van intentar evitar que els seus alumnes es trobessin amb raëlians.
El moviment dona suport als aliments modificats genèticament. L'any 2003, els membres nus es van organitzar amb la forma de les frases «J'aime OGM» i «I love GM» (M'agrada els aliments modificats geneticament) en un camp del Quebec.
L'any 2006, uns 30 raëlians, alguns d'ells en topless, van participar en una manifestació contra la guerra a Seül, Corea del Sud. L'any 2003, els raëlians amb vestits d'alienígenes blancs portaven rètols amb el missatge «NO WAR ... ET wants Peace, too!» (NO GUERRA... els extraterrestres també volen la pau!) per protestar contra la invasió de l'Iraq de 2003.
L'any 2009 va llançar el seu projecte «Adopta un clítoris» per recaptar diners per crear un hospital a Àfrica per revertir els danys causats per la mutilació genital femenina (MGF); també ha establert Clitoraid, una organització la missió de la qual és oposar-se a la MGF. Un altre dels grups establerts per l'Església Raëliana és l'ARAMIS (Associació Raëliana Activa per a la Multiplicitat en la Sexualitat), que és l'Associació Raëliana de Minories Sexuals i un grup de drets LGBT.

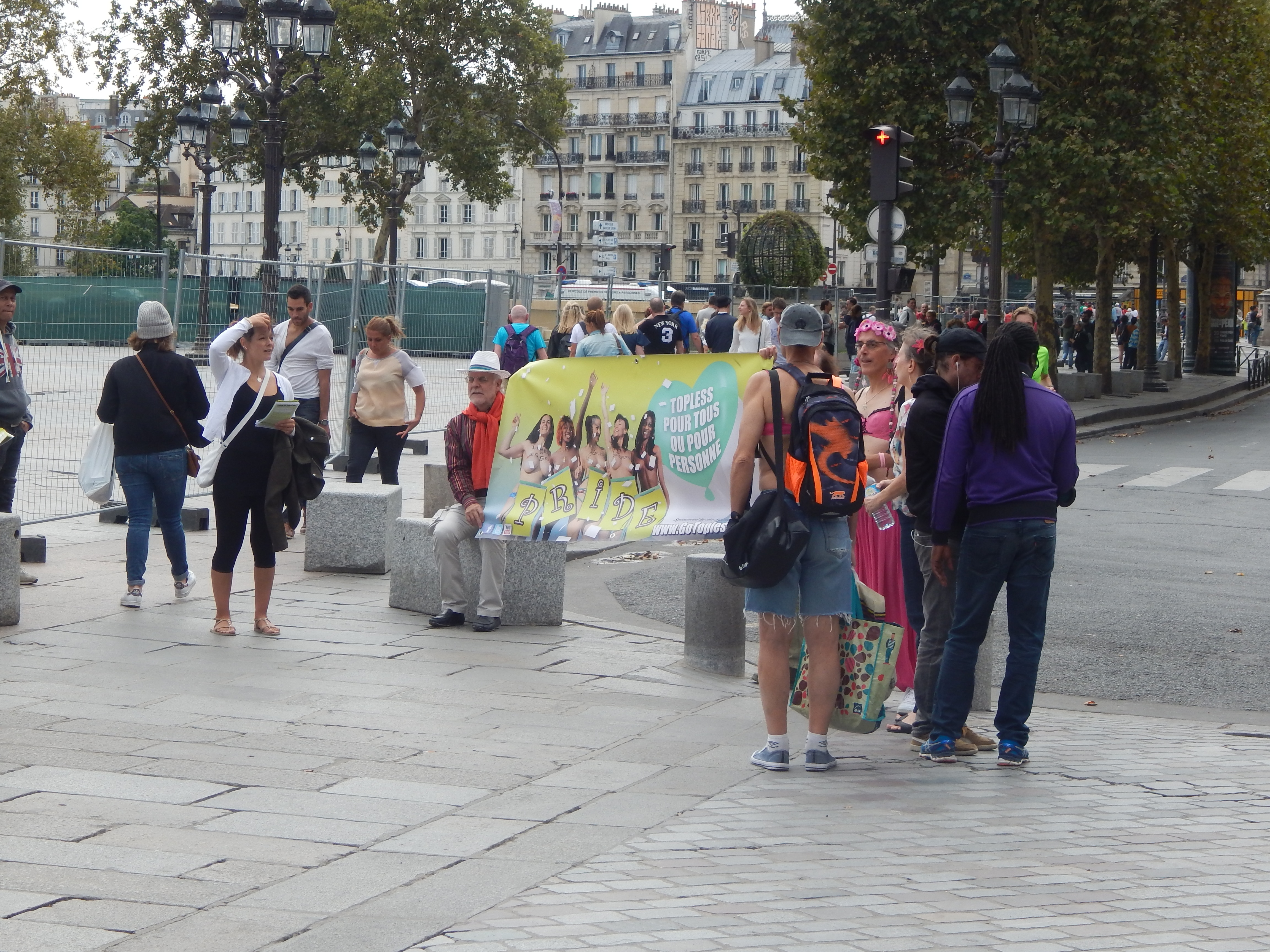
Els raëlians van promocionar el Dia del Topless a París el 2018

Diversos grups raëlians als Estats Units d'Amèrica han organitzat protestes anuals, reclamant que les dones haurien de tenir el mateix dret legal a posar-se en topless en públic que els homes sense por de ser arrestades per exposició indecent. Algunes persones han anomenat això com un truc publicitari dissenyat per reclutar membres. Go Topless Day és el seu esdeveniment anual, amb dones que protesten en topless, tapant els mugrons amb pasties evitar l'arrest. Se celebra prop del 26 d'agost, aniversari del Dia de la Igualtat de les Dones.
El llibre Yes to Human Cloning (2001) va cridar l'atenció dels mitjans després de la seva publicació, incloent-hi segments a 20/20 i 60 Minutes. El biofísic Gregory Stock va descriure el projecte raëlià Clonaid com «prou peculiar com per captar l'atenció instantània dels mitjans». S'ha estimat que el grup va rebre publicitat gratuïta per valor de 500 milions de dòlars com a resultat de l'anunci de Clonaid. Mark Hunt, un advocat i polític que volia clonar el seu fill mort amb l'ajuda dels serveis de Clonaid, es va veure aclaparat pel volum d'atenció dels mitjans i en una entrevista va dir que el cap de l'executiu de Clonaid s'havia convertit en un «porc de premsa».

## Demografia

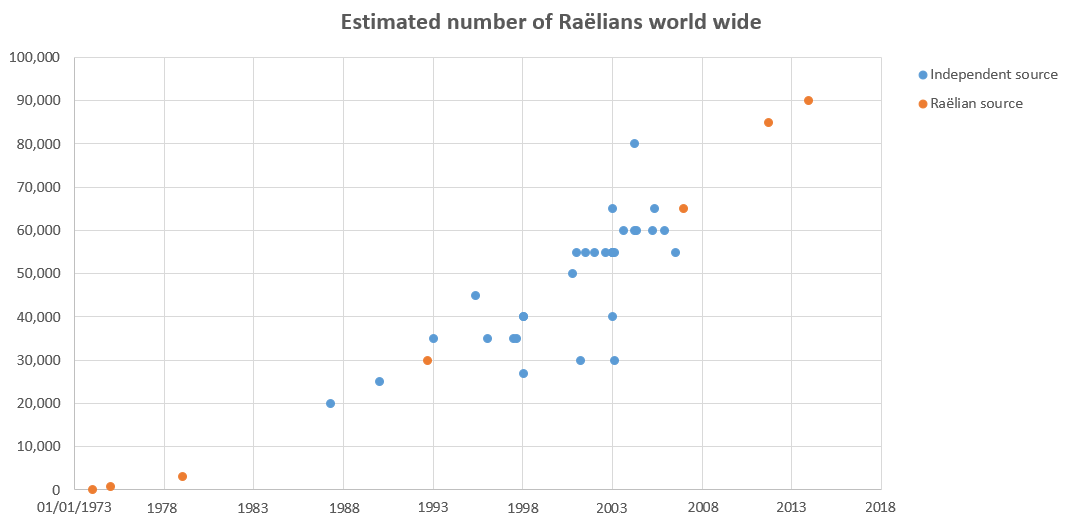
Estimacions de membres de diverses fonts

Establert a França, el raëlisme es va estendre inicialment a les zones francòfones d'Europa, Àfrica i Amèrica del Nord. A mitjans de la dècada del 1990, els membres es concentraven principalment a França, Quebec i Japó. Palmer va assenyalar que al Canadà, el raëlisme havia tingut dificultats per estendre's des del Quebec i cap a les províncies anglòfones del país. El 1999, Bozeman va dir que el Moviment tenia uns 35.000 membres, mentre que el 2003 Chryssides va dir que tenia uns 55.000 membres a tot el món. A principis de la dècada del 2010, el grup reclamava 60.000 membres a nivell internacional, un nombre que Palmer i Sentes pensaven que estava «probablement inflat». A la Gran Bretanya, la sociòloga Eileen Barker va dir que hi havia «només una dotzena o més» de membres compromesos amb la religió el 1989. L'any 2001, el sociòleg David V. Barrett va suggerir que hi havia entre 40 i 50 membres compromesos al país i al voltant 500 simpatitzants; dos anys més tard, Chryssides va pensar que hi havia uns 40 membres i 200 simpatitzants a Gran Bretanya.
Una enquesta interna als membres del grup l'any 1988 va trobar que hi havia gairebé el doble d'homes que de dones al Moviment. De la mateixa manera, basant-se en la seva assistència als esdeveniments raëlians al Quebec, Palmer va assenyalar que els homes solen superar en nombre les dones. Va observar que molts dels homes actuaven de manera efeminada, i sovint se sentien atrets per altres homes. Palmer també va observar diversos travestis a les reunions, i va trobar que un nombre significatiu de les dones presents treballaven com a strippers. Per aquests motius, va suggerir que el raëlisme tenia un atractiu particular per a «persones que es defineixen com a marginals sexuals». Palmer també va suggerir que el raëlisme va atraure «els ateus compromesos que estan irremeiablement secularitzats però que pateixen l'angoixa existencial de viure en un món sense ordre i valors superiors».

### Conversió

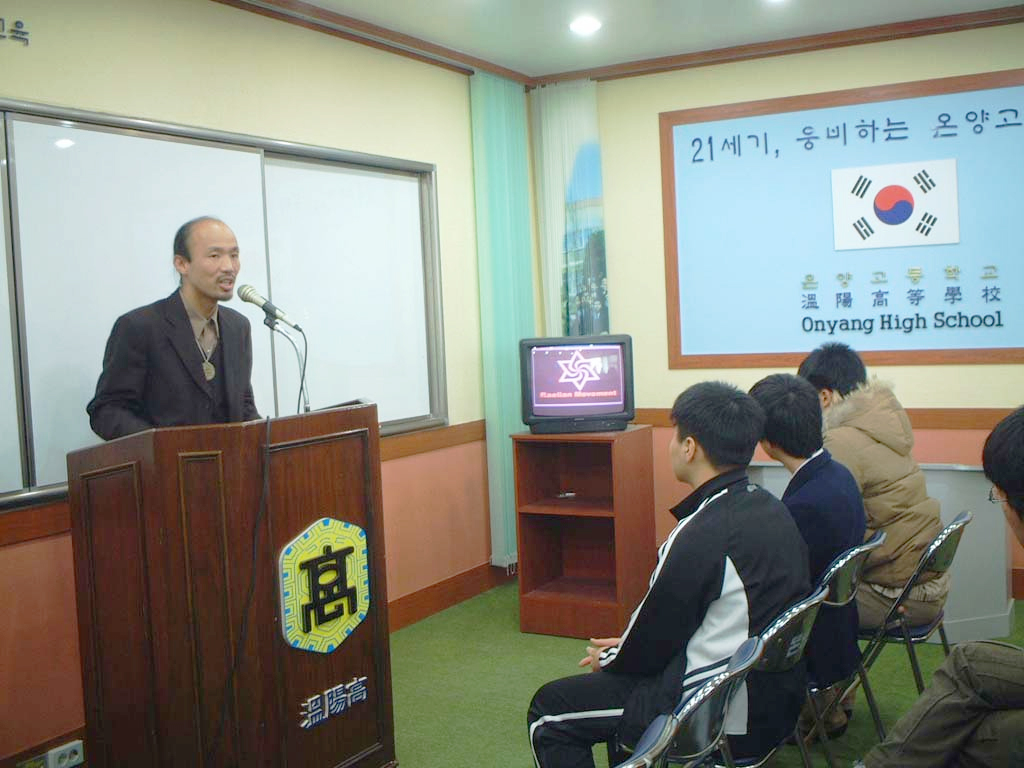
Un raëlià donant una conferència sobre la seva religió a l'institut Onyang, Corea del Sud

Els raëlians participen en activitats missioneres per atraure conversos. Els socis compren els llibres de Raël per vendre'ls al carrer, amb l'esperança de recuperar els seus costos originals. Sovint troben molta resistència als seus intents de convertir els altres; Raël explica que això és d'esperar, perquè els Elohim li van dir que només el 4% de la humanitat és prou intel·ligent com per ser receptiu al missatge Raëlià. Qualsevol raëlià que es trobi intentant forçar algú a convertir-se és expulsat de l'organització durant set anys, el període que els raëlians creuen que necessita per substituir totes les cèl·lules del cos.
Des de l'any 1979, s'espera que els nous membres del Moviment Raëlià signin un «Acte d'apostasia» i enviïn una carta d'apostasia a qualsevol organització religiosa amb la qual estiguessin implicats anteriorment. També signen un contracte que permet a un funerari tallar-li un tros d'os frontal després de la mort, que entenen com el Tercer Ull. Aquest exemplar s'emmagatzemarà en gel en una instal·lació suïssa fins al retorn dels Elohim, moment en què es pot utilitzar per clonar l'individu mort. Aquest procés es coneix com aixecament de l'os frontal. A més, s'espera que els que s'incorporin donin els seus béns al grup local Raëlià, tot i que això no és obligatori.
Alguns antics clergues cristians s'han unit als raëlians, de vegades ascendint ràpidament al nivell de Sacerdot o Bisbe a causa de les habilitats aportades amb ells de la seva organització religiosa anterior. El 2004, per exemple, Ron Boston, un antic bisbe de l'Església de Jesucrist dels Sants dels Últims Dies, es va unir al Moviment Raëlià, afirmant que fer-ho li permetria acceptar la seva homosexualitat.

## Recepció

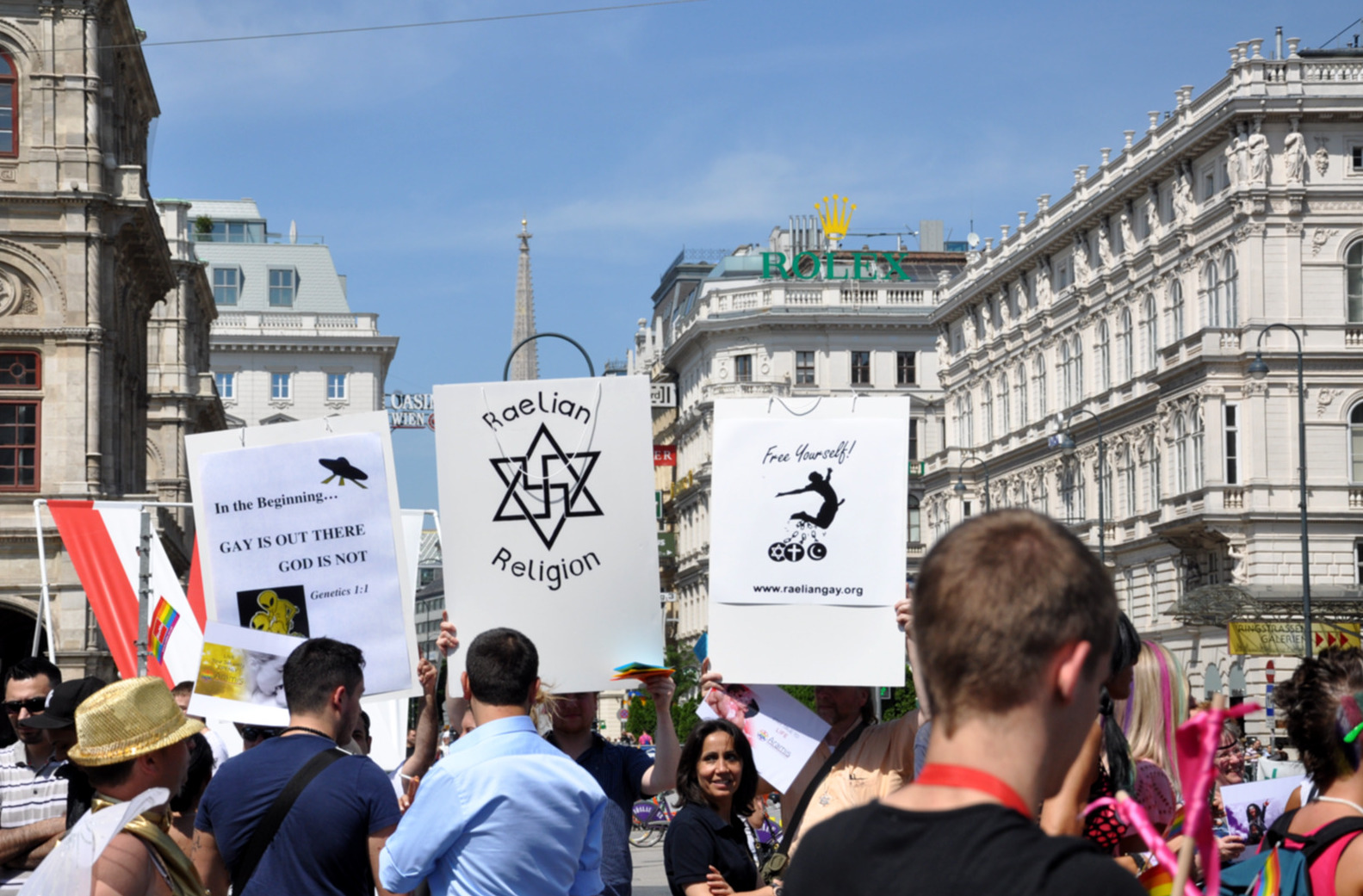
Un grup de raëlians protestant pels drets dels homosexuals a Viena, Àustria

Segons la sociòloga Susan J. Palmer, en la societat, el raëlisme és «universalment burlat», i fins i tot a les conferències d'estudiosos de la religió, on els individus estan acostumats a estudiar una varietat de sistemes de creences, els assistents han tractat les creences raëlianes amb «incredulitat o fins i tot burla». Els no-membres sovint consideren les afirmacions de Raël com una falsificació deliberada per enganyar els seus seguidors. Una recepció especialment crítica ha arribat per part dels exraëlians i del moviments antisecta. Jean-Denis Saint-Cyr, un membre d'alt rang del moviment raëlià, per exemple, va acusar Raël de plagiar els escrits anteriors de Sendy en crear la seva religió. Un altre apòstata destacat, el quebequès Erick Lamarche (que ell s'anomena Exraël), va renunciar mentre afirmava que es donaven massa diners a Raël i als membres sèniors perquè poguessin tenir un estil de vida de luxe. Els crítics van fer comparacions repetides entre el raëlisme i el nazisme, per exemple per la seva promoció d'un sistema de govern on les persones es classifiquen per la seva intel·ligència, el seu èmfasi en l'enginyeria genètica, i el seu ús de l'esvàstica.
El raëlisme s'ha sotmès a investigacions acadèmiques per part d'estudiosos de la religió, especialment de Palmer, que va conèixer la religió per primera vegada a Montreal l'any 1987. Al principi va pensar que «mai s'havia trobat amb un Moviment Raëlià Nacional tan cooperatiu, que realment li agradava ser estudiat». Entre 2002 i 2003, Palmer va ser a la llista negra pel grup; li van prohibir assistir a les seves reunions i li van dir que havia perdut l'oportunitat de conèixer els Elohim a la seva arribada. Després, Palmer es va basar tant en les seves entrevistes amb membres actius com en les publicacions de Raël per al seu llibre de 2004 sobre raëlisme, «Aliens Adored».
Palmer va explicar que els periodistes que havia trobat sovint eren «espiats» per dir «coses dolentes» sobre els raëlians. Molts periodistes van intentar retratar a Raël com un perill per als seus seguidors, semblant a David Koresh o Jim Jones, tot i que Palmer va pensar que això era «ridícul», afirmant que Raël «no era propens a la violència». Els periodistes també van intentar presentar-lo com algú que explotava sexualment els seus membres femenins, cosa que Palmer no va trobar cap prova. Després de les declaracions que l'Orde dels Àngels de Raël faria qualsevol cosa per Raël, també hi va haver especulacions de premsa que el grup es dedicaria a un suïcidi massiu semblant al de l'Orde del Temple Solar. Palmer va argumentar que els raëlians no tenien la mentalitat paranoica i la demonització del món exterior que havien estat comuns als nous moviments religiosos que van recórrer a la violència.